# زواج المثليين في الولايات المتحدة
توسع زواج المثليين في الولايات المتحدة من ولاية واحدة في عام 2004 إلى جميع الولايات ال50 في عام 2015 من خلال مختلف أحكام محاكم الولايات وتشريعات الولايات والتصويتات الشعبية المباشرة وأحكام المحاكم الفيدرالية. في حين يشار إلى الوضع السياسي الذي يتم الاعتراف بزواج المثليين وزواج المغايرين على قدم المساواة من قبل القانون باسم «المساواة في الزواج». لدى كل من الولايات الخمسين قوانين زواج منفصلة، والتي يجب أن تلتزم الأحكام الصادرة عن المحكمة العليا للولايات المتحدة التي تعترف بالزواج باعتباره حق أساسي هو أن يضمن كل من بند الإجراءات القانونية وفقرة الحماية المتساوية في التعديل الرابع عشر لدستور الولايات المتحدة، والتي استعملت لأول مرة في عام 1967 في قضية الحقوق المدنية التاريخية «لافينغ ضد فرجينيا».
بدأت حملات الحقوق المدنية دعماً للزواج دون تمييز على أساس الجنس أو التوجه الجنسي في السبعينيات. في عام 1972، رفضت المحكمة العليا الأمريكية في قضية بايكر ضد نيلسون التي تم إسقاطها الآن المشاركة في القضية. أصبحت قضية زواج المثليين بارزة منذ حوالي عام 1993، عندما قضت المحكمة العليا في هاواي في قضية بايهر ضد لوين بأن حظر زواج المثليين عبر حصر الولاية للزواج على أساس الجنس غير دستوري بموجب دستور الولاية. وأدى هذا الحكم إلى اتخاذ إجراءات فيدرالية واتخاذ إجراءات على مستوى الولايات بشكل صريح لحصر الزواج على أساس الجنس من أجل منع الاعتراف بالزواج بين الأزواج المثليين بموجب القانون، وأبرزها هو قانون الدفاع عن الزواج الفيدرالي لعام 1996. في عام 2003، قضت محكمة القضاء العليا في ماساتشوستس في قضية غودريدج ضد وزارة الصحة العامة بأن حصر الزواج على أساس الجنس غير دستوري بموجب دستور الولاية. من عام 2004 حتى عام 2015، مع استمرار الرأي العام في التحرك نحو دعم زواج المثليين، وأحكام محاكم الولايات المختلفة، وتشريعات الولايات، والتصويتات الشعبية المباشرة (الاستفتاءات والمبادرات)، وأحكام المحاكم الفيدرالية تم تقنين زواج المثليين في 37 من الولايات ال50.
وشهدت حركة زواج المثليين خلال العقدين الأولين من القرن ال21 تلقيها دعما من شخصيات بارزة في حركة الحقوق المدنية، بما في ذلك كوريتا سكوت كينغ، جون لويس، جوليان بوند، وميلدريد لافينغ. في مايو 2011، ارتفع الدعم الشعبي الوطني لزواج المثليين عن 50% لأول مرة.
في مايو 2012، أعلنت الجمعية الوطنية للنهوض بالملونين، وهي المنظمة الرائدة في مجال الحقوق المدنية للأمريكيين الأفارقة، دعمها لزواج المثليين وذكرت أنه حق مدني. في يونيو 2013، أسقطت المحكمة العليا للولايات المتحدة قانون الدفاع عن الزواج لانتهاكها التعديل الخامس لدستور الولايات المتحدة الامريكية في قضية الحقوق المدنية التاريخية الولايات المتحدة ضد وندسور، مما أدى إلى الاعتراف الفيدرالي بزواج المثليين، ومنح مزايا فيدرالية للأزواج المتزوجين المتصلين إما بحالة الإقامة أو جنسية الدولة التي تم فيها عقد الزواج. في مايو 2015، ارتفع الدعم الشعبي الوطني لزواج المثليين إلى 60% لأول مرة. في يونيو 2015، قضت المحكمة العليا للولايات المتحدة في قضية الحقوق المدنية التاريخية أوبرغيفل ضد هودجز بأن الحق الأساسي للأزواج المثليين في الزواج بنفس الشروط والالتزامات للأزواج المغايرين، مع كل الحقوق والمسؤوليات المصاحبة، يضمنه كل من بند الإجراءات القانونية وفقرة الحماية المتساوية في التعديل الرابع عشر للدستور الولايات المتحدة.
تعتبر منظمات حقوق الإنسان ومنظمات الحقوق المدنية أبرز أنصار زواج المثليين فضلا عن المجتمعات الطبية والعلمية، في حين أن أبرز المعارضين له هي الجماعات الدينية. حدث حكم المحكمة العليا في أوبرجفيل بعد عقود من الدعم الشعبي العام المتزايد باستمرار لزواج المثليين في الولايات المتحدة، مع استمرار الدعم في الارتفاع بعد ذلك.
كشفت دراسة لبيانات على مستوى البلاد في الفترة من يناير 1999 إلى ديسمبر 2015 أن تشريع زواج المثليين يرتبط بانخفاض كبير في معدل محاولة الانتحار بين الأطفال، مع التركيز على تأثير ذلك على أطفال الأقليات الجنسية، مما يؤدي إلى حوالي 134,000 طفل أقل يحاولون الانتحار كل عام في الولايات المتحدة. تعتبر الولايات المتحدة البلد الأكثر سكانا في العالم التي قننت زواج المثليين على الصعيد الوطني.

## تاريخ

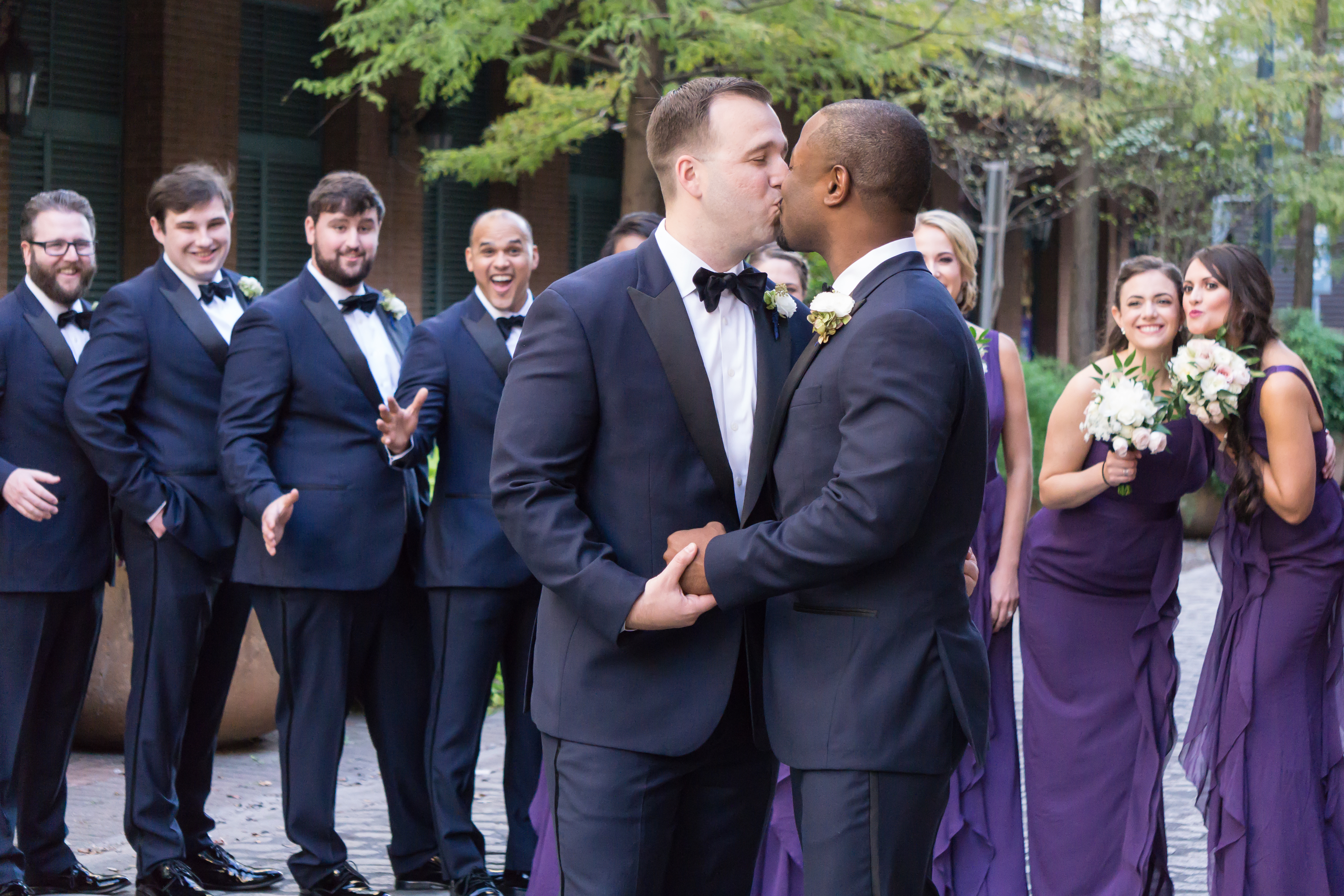
زوجان مثليان حديثا الزواج يحتفلان بزواجهما في الولايات المتحدة.

يعود تاريخ زواج المثليين في الولايات المتحدة إلى أوائل سبعينيات القرن الماضي، عندما رفعت الدعاوى القضائية الأولى التي تسعى للحصول على اعتراف قانوني بعلاقات المثليين مسألة حقوق الزواج المدني واستحقاقات الأزواج المثليين إلى اهتمام الجمهور على الرغم من عدم نجاحها. أصبح الموضوع بارزًا بشكل متزايد في السياسة الأمريكية في أعقاب قرار المحكمة العليا في هاواي عام 1993 في بايهر ضد ميكي، والذي يشير إلى احتمال أن يكون حظر الولاية لزواج المثليين غير دستوري. وقد عورض هذا القرار من خلال إجراءات على المستوى الفيدرالي ومستوى الولايات لتقييد الزواج إلى الأزواج المغايرين فقط، لا سيما سن قانون الدفاع عن الزواج على المستوى الفيدرالي.
في 17 مايو 2004، أصبحت ماساتشوستس أول ولاية أمريكية وسادس ولاية قضائية في العالم تقنن زواج المثليين بعد قرار المحكمة القضائية العليا في قضية غودريدج ضد وزارة الصحة العامة قبل ستة أشهر. كما هو الحال مع قرار هاواي، أثار تشريع زواج المثليين في ولاية ماساتشوستس رد فعل من معارضي زواج المثليين والذي أدى إلى مزيد من القيود القانونية التي تتم كتابتها في قوانين ودساتير الولايات. اتسعت حركة الحصول على حقوق الزواج للأزواج المثليين بشكل مطرد من ذلك الوقت وحتى نهاية عام 2014 تم رفع دعاوى قضائية في كل ولاية كانت لا تزال ترفض منح تراخيص الزواج للأزواج المثليين.
بحلول أواخر عام 2014، أصبح زواج المثليين قانونيًا في الولايات التي احتوت على أكثر من 70% من سكان الولايات المتحدة. في بعض الولايات القضائية، جاء التشريع من خلال عمل محاكم الولايات أو سن تشريعات الولاية. في كثير من الأحيان جاء نتيجة لقرارات المحاكم الفيدرالية. في 6 تشرين الثاني 2012، أصبحت مين، ماريلاند، وواشنطن أول ولايات التي تقنن زواج المثليين من خلال التصويت الشعبي. تم تقنين زواج المثليين في واشنطن العاصمة و 21 من الولايات القضائية القبلية.
قرار يونيو 2013 الصادر عن المحكمة العليا للولايات المتحدة في قضية الولايات المتحدة ضد وندسور الذي أمر بإلغاء القانون الذي يحظر الاعتراف الفيدرالي بزواج المثليين، أعطى قوة دفع كبيرة للتقدم في الدعاوى القضائية التي طعنت في حظر الولايات على زواج المثليين في المحكمة الفيدرالية. منذ ذلك القرار، مع استثناءات قليلة فقط، وجدت المحاكم الإقليمية ومحاكم الاستئناف في الولايات المتحدة أن حظر الولايات على زواج المثليين غير دستوري، كما فعلت عدة محاكم عليا للولايات. وكانت الاستثناءات محكمة ولاية في تينيسي، والمحاكم الإقليمية في لويزيانا وبورتوريكو، ومحكمة الاستئناف الأمريكية للدائرة السادسة. وافقت المحكمة العليا في الولايات المتحدة على سماع الطعون في قرار تلك الدائرة.
في 26 يونيو 2015، ألغت المحكمة العليا للولايات المتحدة جميع حالات الحظر على زواج المثليين، وأجازته في جميع الولايات الخمسين، وطلبت من الولايات الاعتراف بتراخيص زواج المثليين من خارج الولايات في قضية أوبرغيفل ضد هودجز.

## المسائل القانونية

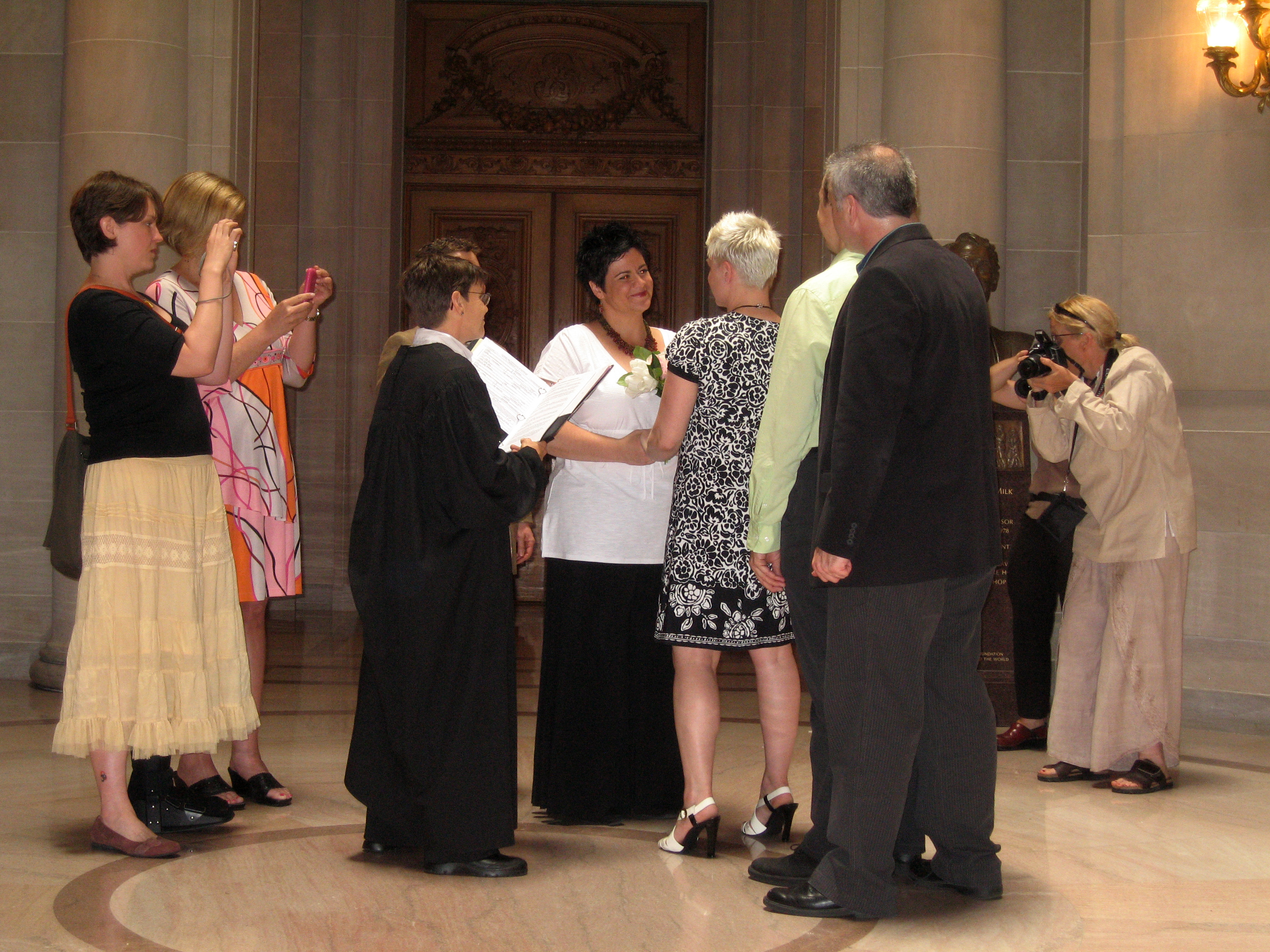
حفل زفاف زوجتين مثليتين في بلدية سان فرانسيسكو في يونيو 2008.

يتم تحديد القضايا القانونية التي تحيط بزواج المثليين في الولايات المتحدة بواسطة نظام الحكم الفيدرالي في البلاد، حيث يتم تحديد وضع الشخص، بما في ذلك الحالة الزوجية، إلى حد كبير من قبل الولايات الفردية. قبل عام 1996، لم تحدد الحكومة الفيدرالية الزواج؛ تم الاعتراف بأي زواج تعترف به الولاية من قبل الحكومة الفيدرالية، حتى لو لم يتم الاعتراف بهذا الزواج من قبل ولاية واحدة أو أكثر، كما كان الحال حتى عام 1967 مع الزواج بين الأعراق، والذي تم حظره في بعض الولايات بموجب النظام الأساسي.
قبل عام 2004، لم يتم عقد زواج المثليين أو الاعتراف به في أي ولاية قضائية أمريكية، ولكن بعد ذلك بدأ يتم تنفيذه والاعتراف به في ولايات قضائية مختلفة من خلال التشريعات وأحكام المحاكم، أحكام المجلس القبلي، والتصويتات الشعبية.
قضى حكم المحكمة العليا للولايات المتحدة في قضية أوبرغيفل ضد هودجز على جميع التعقيدات القانونية المحيطة بزواج المثليين بين الولايات، حيث أنه يأمر الولايات بعقد زواج الأزواج المثليين والاعتراف بحالات زواج المثليين التي تتم في ولايات أخرى.

### القانون الفيدرالي
وفقًا لمكتب مساءلة الحكومة الفيدرالية في عام 2004، يتم منح أكثر من 1138 من الحقوق والحماية للمواطنين الأمريكيين عند الزواج من قبل الحكومة الفيدرالية؛ وهي تشمل خاصة استحقاقات الضمان الاجتماعي، واستحقاقات المحاربين القدامى، والتأمين الصحي، والمساعدات الطبية، وزيارة المستشفى، والضرائب العقارية، ومدخرات التقاعد، والمعاشات التقاعدية، وإجازة الأسرة، وقانون الهجرة.
منذ 9 يوليو 2015، يتمتع الأزواج المثليون في جميع أنحاء الولايات المتحدة بالتساوي في الوصول إلى جميع المزايا الفيدرالية التي يتمتع بها الأزواج المغايرون.
صدر قانون الدفاع عن الزواج في عام 1996. ينص القسم 2 منه أنه لا يجب على أي ولاية الاعتراف بالصحة القانونية لعلاقة مثلية حتى لو تم الاعتراف بها كزواج من قبل ولاية أخرى. وهي تهدف إلى تخفيف حالة ما من التزامها المتبادل باحترام قوانين الولايات الأخرى وفقًا لما يقتضيه بند الإيمان الكامل والائتمان. حتى قبل القانون، رفضت الولايات في بعض الأحيان الاعتراف بزواج من ولاية قضائية أخرى إذا كان يتعارض مع «سياساتها العامة القوية». تجادل معظم الدعاوى القضائية التي تسعى إلى مطالبة الولاية بالاعتراف بالزواج الذي أُقيم في ولاية قضائية أخرى على أساس المساواة في الحماية والإجراءات القانونية الواجبة، وليس بند الإيمان الكامل والائتمان.
نتيجة لقرار وندسور، يتمتع الأزواج المثليون - بغض النظر عن موطنهم - بمزايا ضريبية فيدرالية (بما في ذلك القدرة على تقديم إقرارات ضريبة الدخل الفيدرالية المشتركة)، والمزايا العسكرية، واستحقاقات التوظيف الفيدرالية، واستحقاقات الهجرة. في فبراير 2014، وسعت وزارة العدل الأمريكية الاعتراف الفيدرالي بزواج المثليين لتشمل حالات الإفلاس والزيارات في السجون واستحقاقات الناجين ورفض الشهادة ضد الزوج. بالمثل، في يونيو 2014، امتدت إعانات الإجازة الطبية العائلية بموجب قانون الإجازة الطبية العائلية لعام 1975 لتشمل الأزواج المثليين. فيما يتعلق بالضمان الاجتماعي واستحقاقات قدامى المحاربين، فإن الأزواج المثليين مؤهلون للحصول على المزايا الكاملة من وزارة شؤون المحاربين القدامى وإدارة الضمان الاجتماعي. قبل صدور حكم المحكمة العليا في قضية أوبرغيفل ضد هودجز في 26 يونيو 2015، كان بإمكان وزارة شؤون المحاربين القدامى وإدارة الضمان الاجتماعي توفير مزايا محدودة فقط للأزواج المثليين الذين يعيشون في ولايات لم يكن زواج المثليين فيها قانونيًا. اعتبارًا من 27 مارس 2015، يشمل تعريف الزوج بموجب قانون الإجازة العائلية والطبية لعام 1993 الموظفين في زواج مثلي بغض النظر عن حالة الإقامة. بعد حكم أوبرغيفل، مددت وزارة العدل جميع مزايا الزواج الفيدرالية للأزواج المثليين المتزوجين في جميع أنحاء البلاد.
تعترف الحكومة الفيدرالية بزواج الأزواج المثليين الذين تزوجوا في بعض الولايات التي كان زواج المثليين فيها قانونيًا لفترات قصيرة بين الوقت الذي سمح فيه أمر محكمة لهؤلاء الأزواج بالزواج وووقت إيقاف أمر المحكمة، بما في ذلك ميشيغان. اعترفت الحكومة الفيدرالية أيضًا بحالات الزواج التي تمت في ولاية يوتا في الفترة من 20 ديسمبر 2013 إلى 6 يناير 2014، حتى في حين لم تفعل الولاية ذلك. في ظل ظروف مماثلة، لم تتخذ الحكومة الفيدرالية أبدًا موقفًا من حالات زواج إنديانا أو ويسكونسن التي أجريت في فترات قصيرة، على الرغم من أنها اعترفت بها بمجرد إعلان الولايات المعنية أنها ستفعل ذلك. لم تتخذ موقفا فيما يتعلق بحالات زواج المثليين في أركنساس، قبل اتخاذ قرار أوبرغيفل الذي قنن واعترف بزواج المثليين في جميع الولايات ال50.
عمل معارضو زواج المثليين على منع الولايات الفردية من الاعتراف قانونيا بالعلاقات المثلية من خلال محاولة تعديل دستور الولايات المتحدة لتقييد الزواج إلى العلاقات المغايرة فقط. في عام 2006، تمت الموافقة على التعديل الفيدرالي للزواج، والذي كان من شأنه أن يمنع الولايات من الاعتراف بزواج المثليين، من قبل اللجنة القضائية في مجلس الشيوخ بتصويت على أساس الحزب وناقشه مجلس الشيوخ في جلسته الكاملة، لكنه هُزم في نهاية المطاف في مجلسي الكونغرس. في 2 أبريل 2014، اعتمد مجلس النواب في ألاباما قرارًا يدعو إلى عقد مؤتمر دستوري لاقتراح تعديل لحظر زواج المثليين على مستوى البلاد.

### اعتراف الولايات والأقاليم
يتم عقد زواج المثليين والاعتراف به من قبل جميع الولايات الأمريكية وواشنطن العاصمة وكذلك جميع الأقاليم الأمريكية باستثناء ساموا الأمريكية. في 3 يوليو 2015، صرح المدعي العام لساموا الأمريكية «إننا نراجع الرأي [أوبرغيفل ضد هودجز] وإمكانية تطبيقه على ساموا الأمريكية، وسنقدم تعليقًا عند اكتماله.»، حاليا لايتم عقد أو الاعتراف بزواج المثليين هناك. في 6 يناير 2016، أصدر كبير القضاة في ولاية ألاباما، روي مور، قرارًا يمنع مسؤولي الولاية من إصدار تراخيص زواج للأزواج من المثليين. لم يكن للحكم أي تأثير حيث استمرت جميع مقاطعات ألاباما في إصدار تراخيص زواج لجميع الأزواج أو عدم إصدار تراخيص على الإطلاق. في مايو/أيار 2016، وُجهت إلى مور تهمة ارتكاب مخالفات أخلاقية من قبل لجنة التحقيق القضائي بالولاية للحكم، وتم طرده لاحقًا من على مقعده للفترة المتبقية من ولايته في 30 سبتمبر من ذلك العام.

#### المقاطعات التي لا تصدر تراخيص الزواج

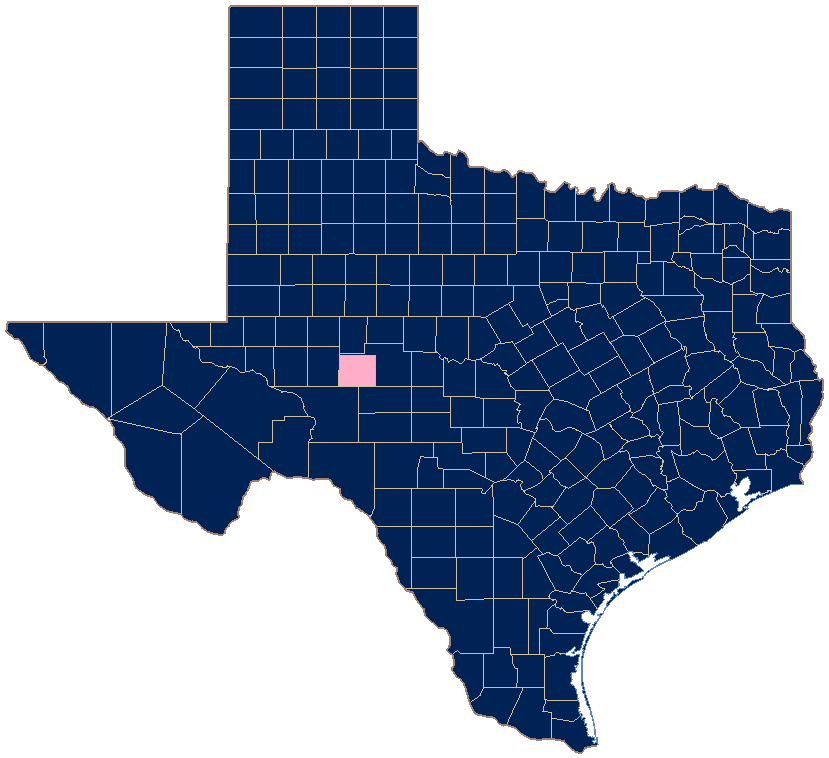
في ولاية تكساس، رفضت مقاطعة إيرينون فقط (بالون الوردي) تأكيد ما إذا كانت ستقوم بتراخيص للأزواج المثليين.

لا يزال المسؤولون في ثماني مقاطعات في ألاباما ومقاطعة واحدة في تكساس غير راغبين في إصدار تراخيص للأزواج المثليين، اعتبارًا من ديسمبر 2018. يجب على الراغبين في الزواج في هذه المقاطعات السفر إلى مقاطعة أخرى للحصول على ترخيص.
| الحالة                                  | تكساس | ألاباما | العدد الإجمالي في الولايات المتحدة |
| --------------------------------------- | ----- | ------- | ---------------------------------- |
| تصدر تراخيص للأزواج المغايرين فقط       | 1     | 0       | 1                                  |
| لا تصدر أي تراخيص زواج                  | 0     | 8       | 8                                  |
| نسبة سكان الولاية في المقاطعات المذكورة | 0٫006 | 6٫0     | 0٫09                               |

- يصدر مسؤولو إحدى مقاطعات تكساس، مقاطعة إيرينون، تراخيص زواج، لكنهم ادعوا أنهم سيرفضون إصدارها للأزواج المثليين. منذ عام 2017، رفضوا التعليق على ما سيفعلونه إذا تقدم زوجان مثليان للحصول على ترخيص.[40] لم يتم تقديم أي طلب ولم يتم اتخاذ أي إجراء قانوني. ادعت مقاطعة ثانية (هود) ذلك أيضا لكنها تراجعت عندما واجهت دعوى قضائية.[37]
- لم يعد المسؤولون في ثماني مقاطعات في ألاباما يصدرون أي تراخيص زواج بدلاً من إصدارها للأزواج المثليين.[38][39] وهذا يتوافق مع قانون الولاية، الذي صدر في عام 1961 للحفاظ على التمييز العنصري بجعله اختياريًا لموظفي المقاطعة لإصدار تراخيص الزواج.[41]
- رفضت عدة مقاطعات في كنتاكي في البداية إصدار تراخيص زواج للأزواج المثليين. رداً على ذلك، أصلحت كنتاكي استمارات ترخيص الزواج وأزالت اسم كاتب المقاطعة من التراخيص. في يونيو 2016، قال كريس هارتمان، مدير «حملة الإنصاف» التي تتخذ من كنتاكي مقراً لها، إنه على حد علمه «لا توجد مقاطعات تُمنع فيها تراخيص الزواج» في ولايته.[42]

### حقوق الوالدين
في مرحلة ما بعد أوبرغيفيل، حاولت ست ولايات في بعض الأحيان حرمان الأزواج المثليين من حقوق التبني الكامل بدرجات متفاوتة. في أركنساس، فلوريدا، إنديانا، ويسكونسن، قوبل الأزواج المثليون بالرفض عند محاولة إدراج أسماء الوالدين في شهادة الميلاد. في قضية في.أل ضد إي.أل، حاولت أعلى محكمة في ألاباما إبطال مرسوم التبني الذي حصل عليه زوجان مثليان في جورجيا، لكن المحكمة العليا الأمريكية عكست القرار، وأعادت الوصاية المشتركة على الأم بالتبني في 7 مارس 2016. وكانت ميسيسيبي قد حظرت الأزواج المثليين من التبني من قبل، ولكن تم الحكم على القانون الذي يستلزم ذلك بعدم دستوريته من قبل محكمة الولايات المتحدة المحلية للمنطقة الجنوبية من ميسيسيبي في 31 مارس 2016. مع هذا الحكم، أصبح تبني المثليين للأطفال قانونيًا في جميع الولايات الخمسين.
في 26 يونيو 2017، حكمت المحكمة العليا للولايات المتحدة بتصويت 6-3 في قضية بافان ضد سميث أنه بموجب قرارهم في أوبرغيفل، يجب معاملة الأزواج المثليين على قدم المساواة مع الأزواج المغايرين في إصدار شهادات الميلاد. في ديسمبر 2016، أيدت المحكمة العليا في أركنساس قانون الولاية الذي يسمح فقط للأزواج المغايرين بأن يدرجوا تلقائيًا كآباء في شهادات ميلاد أطفالهم، بينما يحظر على الأزواج المثليين السماح لهم بذلك على قدم المساواة. نقضت المحكمة العليا بإجراءات موجزة المحكمة العليا في أركنساس، ووجدت أن التباين في المعاملة ينتهك قرارهم في أوبرغيفل.

### القانون القبلي
قرار المحكمة العليا الذي يشرع زواج المثليين في الولايات والأقاليم لم يشرع زواج المثليين في الأراضي الهندية. في الولايات المتحدة، يتمتع الكونغرس (وليس المحاكم الفيدرالية) بسلطة قانونية على الأراضي الهندية. وبالتالي، ما لم يقر الكونغرس قانونًا بشأن زواج المثليين على القبائل الهندية، فإن القبائل الهندية الأمريكية المعترف بها فيدرالياً لها الحق القانوني في تكوين قوانين زواج خاصة بها. حتى وقت صدور حكم أوبرغيفل، تعترف 24 ولاية قضائية قبلية بزواج المثليين قانونيا. أصدرت بعض القبائل تشريعات تتناول على وجه التحديد العلاقات المثلية والبعض الآخر يحدد أن قانون الولاية يحكم حالات الزواج القبلية. في نوفمبر 2018، تم الاعتراف بزواج المثليين قانونًا في 42 ولاية قضائية قبلية.

### القوانين المحلية قبل أوبرغيفل ضد هودجز
[[ملف:Same-sex marriage in the United States.svg|تصغير|right|400px|
أوضاع زواج المثليين في الولايات المتحدة
 {{legend striped | # 025 | #CCC | (اختصاص قضائي مختلط؛ لا تؤديه أو تعترف به الحكومة القبلية)
]]
قبل أوبرغيفل، كان زواج المثليين قانونيا إلى حد ما على الأقل في 38 ولاية ومنطقة واحدة (غوام) وواشنطن العاصمة؛ من بين الولايات، فرضت كل من ميزوري، كانساس، وألاباما فرض قيود. حتى قضية الولايات المتحدة ضد وندسور، كان زواج المثليين قانونيا فقط في 12 ولاية وواشنطن العاصمة. ابتداءً من يوليو 2013، أشارت أكثر من أربعين محكمة فدرالية ومحاكم الولايات إلى وندسور لإلغاء الحظر على عقد أو الاعتراف بزواج المثليين. اعترفت ميزوري بزواج المثليين من خارج الولاية وكان يرخص لزواج المثليين من قبل سانت لويس بموجب أمرين منفصلين من محكمة الولاية؛ أصدرت ولايات قضائية أخرى مثل هذه التراخيص كذلك. في كانساس، كانت تراخيص الزواج متاحة للأزواج المثليين في معظم المقاطعات، لكن الولاية لم تعترف بصحتها. أصدرت بعض المقاطعات في ألاباما تراخيص زواج للأزواج المثليين لمدة ثلاثة أسابيع حتى أمرت المحكمة العليا في الولاية القضاة بوقف ذلك. لم تعترف المحكمة بتراخيص زواج المثليين التي تمت بالفعل في ولاية ألاباما، ولكن أشارت إليها باسم «تراخيص الزواج المزعوم». في ولايتين إضافيتين، كان زواج المثليين قانونيا في السابق بين الوقت الذي تم فيه إلغاء الحظر ثم وقفه. اعترفت ميشيغان بصحة أكثر من 300 رخصة زواج صدرت للأزواج المثليين. اعترفت أركنساس بأكثر من 500 رخصة زواج صدرت للأزواج المثليين هناك، ولم تتخذ الحكومة الفيدرالية موقفًا من تراخيص زواج أركنساس.
| الولاية أو الإقليم | عدد السكان                                         | تاريخ التشريع/الحكم                                | تاريخ دخوله حيز التنفيذ                            | طريقة التقنين                                                                                              | تفاصيل |
| ------------------ | -------------------------------------------------- | -------------------------------------------------- | -------------------------------------------------- | --- | --- |
| ماساتشوستس         | 6,745,408                                          | 18 نوفمبر 2003                                     | 17 مايو 2004                                       | قرار محكمة الولاية                                                                                         | حكم المحكمة العليا في ماساتشوستس في قضية غودريدج ضد وزارة الصحة العامة. |
| كونيتيكت           | 3,596,677                                          | 1 أكتوبر 2008                                      | 12 نوفمبر 2008                                     | قرار محكمة الولاية ← النظام التشريعي                                                                       | حكم المحكمة العليا في ولاية كونيتيكت في قضية كيريغان ضد مفوض الصحة العامة؛ أدرجت في قوانين الولاية في أبريل 2009. |
| أيوا               | 3,107,126                                          | 3 أبريل 2009                                       | 27 أبريل 2009                                      | حكم محكمة الولاية                                                                                          | حكم المحكمة العليا في ولاية أيوا في قضية فارنوم ضد برين. حصل أحد الزوجين المثليين على زواج مرخّص وتزوجا قبل الإبقاء على الحكم الأولي. |
| فيرمونت            | 626,562                                            | 7 أبريل 2009                                       | 1 سبتمبر 2009                                      | قانون تشريعي                                                                                               | أقره الجمعية العامة لولاية فيرمونت، متجاهلة حق النقض الذي قام به الحاكم جيم دوغلاس. |
| كونيتيكت           | 3,596,677                                          | 10 أكتوبر 2008                                     | 12 نوفمبر 2008                                     | قرار محكمة الولاية ← النظام التشريعي                                                                       | حكم المحكمة العليا في ولاية كونيتيكت في قضية كيريغان ضد مفوض الصحة العامة؛ أدرجت في قوانين الولاية في أبريل 2009. |
| نيوهامبشير         | 1,326,813                                          | 3 يونيو 2009                                       | 1 يناير 2010                                       | قانون تشريعي                                                                                               | أقره محكمة نيو هامبشاير العامة، ووقعه حاكم نيو هامبشير |
| واشنطن العاصمة     | 658,893                                            | 18 ديسمبر 2009                                     | 9 مارس 2010                                        | قانون تشريعي                                                                                               | مرره مجلس واشنطن العاصمة. |
| نيويورم            | 19,746,227                                         | 24 يونيو 2011                                      | 24 يوليو 2011                                      | قانون تشريعي                                                                                               | أقره الهيئة التشريعية لولاية نيويورك قانون المساواة في الزواج، ووقعه حاكم نيويورك. |
| واشنطن             | 7,061,530                                          | 6 نوفمبر 2012                                      | 6 ديسمبر 2012                                      | قانون تشريعي ← الاستفتاء                                                                                   | مررته الهيئة التشريعية لولاية واشنطن؛ تم تعليقه بسبب عريضة وأحيل إلى الاستفتاء 74، تمت الموافقة عليه. |
| مين                | 1,330,089                                          | 6 نوفمبر 2012                                      | 29 ديسمبر 2012                                     | مبادرة شعبية                                                                                               | مقترح بمبادرة استفتاء السؤال 1، تمت الموافقة عليه |
| ماريلاند           | 5,976,407                                          | 6 نوفمبر 2012                                      | 1 يناير 2013                                       | قانون تشريعي ← الاستفتاء                                                                                   | تمرير الجمعية العامة لولاية ماريلاند قانون حماية الزواج المدني؛ التماس للاستفتاء السؤال 6، تم تأييده. |
| كاليفورنيا         | 38,802,500                                         | 15 مايو 2008                                       | 16 يونيو 2008                                      | قرار محكمة الولاية ← (ألغاه حظر دستوري                                                                     | حكم المحكمة العليا في كاليفورنيا في إعادة قضايا الزواج. ولكنه ألغي عن طريق التعديل الدستوري لدستور الولاية بعد الموافقة على الاقتراح 8 في 5 نوفمبر 2008. |
| كاليفورنيا         | 38,802,500                                         | 4 أغسطس 2010                                       | 28 يونيو 2013                                      | قرار المحكمة الفيدرالية ← قانون تشريعي                                                                     | حكمت محكمة المقاطعة الأمريكية للمقاطعة الشمالية بكاليفورنيا في قضية بيري ضد شوارزنيجر، حيث خلصت إلى أن الاقتراح 8 غير دستوري. أبقي على الحكم أثناء الاستئناف، وأكدت محكمة الاستئناف بالدائرة التاسعة كقضي "بيري ضد براون". منح الأمر بنقل الدعوة واستأنفت قضية هولينغسورث ضد بيري للمحكمة العليا للولايات المتحدة؛ رفضت المحكمة العليا هولينغسورث ل عدم وجود موقف وأخلت قرار الدائرة التاسعة أدناه، مما أدى إلى ترك القرار الأصلي في بيري سليما بعدم دستورية الأقتراح 8 وعدم دستورية حظر زواج المثليين في كاليفورنيا. أقرت الهيئة التشريعية لولاية كاليفورنيا مشروع قانون زواج محايد جنسانيا ووقّع حاكم كاليفورنيا على القانون الذي دخل حيز التنفيذ في 1 يناير 2015. |
| ديلاوير            | 935,614                                            | 7 مايو 2013                                        | 1 يوليو 2013                                       | قانون تشريعي                                                                                               | أقره الجمعية العامة لولاية ديلاوير ووقعه حاكم ديلاوير. |
| مينيسوتا           | 5,457,173                                          | 14 مايو 2013                                       | 1 أغسطس 2013                                       | قانون تشريعي                                                                                               | أقره الهيئة التشريعية في ولاية مينيسوتا، ووقعه حاكم ولاية مينيسوتا |
| رود آيلاند         | 1,055,173                                          | 2 مايو 2013                                        | 1 أغسطس 2013                                       | قانون تشريعي                                                                                               | أقره الجمعية العامة لرود آيلاند، ووقعه حاكم رود آيلاند |
| نيوجيرسي           | 8,938,175                                          | 27 سبتمبر 2013                                     | 21 أكتوبر 2013                                     | قرار محكمة الولاية                                                                                         | حكم المحكمة العليا في نيوجيرسي في قضية "مساواة ولاية الحديقة ضد داو" |
| هاواي              | 1,419,561                                          | 13 نوفمبر 2013                                     | 2 ديسمبر 2013                                      | قانون تشريعي                                                                                               | أقرت الهيئة التشريعية لولاية هاواي قانون المساواة في الزواج في هاواي، ووقعه حاكم هاواي. |
| نيومكسيكو          | 2,085,572                                          | 19 ديسمبر 2013                                     | 19 ديسمبر 2013                                     | قرار محكمة الولاية                                                                                         | حكم المحكمة العليا في نيو مكسيكو في قضية غريغو ضد أوليفر. |
| أوريغون            | 3,970,239                                          | 19 مايو 2014                                       | 19 مايو 2014                                       | قرار المحكمة الفيدرالية ← قانون تشريعي                                                                     | حكم محكمة المقاطعة الأمريكية لمقاطعة أوريغون في قضية غيغر ضد كيتزهابر. دخل مشروع قانون الزواج المحايد جنسانيا الذي أقرته الهيئة التشريعية في أوريغون ووقعه حاكم ولاية أوريغون حيز التنفيذ في 1 يناير 2016. |
| بنسلفانيا          | 12,787,209                                         | 20 مايو 2014                                       | 20 مايو 2014                                       | قرار المحكمة الفيدرالية                                                                                    | حكم محكمة المقاطعة الأمريكية للمقاطعة الوسطى في بنسلفانيا في قضية وايتوود ضد وولف. |
| إلينوي             | 12,880,580                                         | 19 نوفمبر 2014                                     | 1 يونيو 2014                                       | النظام التشريعي                                                                                            | أقره الجمعية العامة في إلينوي، ووقعه حاكم إلينوي. |
| أوكلاهوما          | 3,878,051                                          | 18 يوليو 2014                                      | 6 أكتوبر 2014                                      | قرار المحكمة الفيدرالية                                                                                    | حكمت محكمة المقاطعة للمقاطعة الشمالية في أوكلاهوما في قضية بيشوب ضد أوكلاهوما. أكدت محكمة الدائرة العاشرة الحكم في قضية بيشوب ضد سميث. |
| فيرجينيا           | 8,326,289                                          | 28 يوليو 2014                                      | 6 أكتوبر 2014                                      | قرار المحكمة الفيدرالية                                                                                    | حكم محكمة المقاطعة الأمريكية للمقاطعة الشرقية بفرجينيا في قضية بوستيتش ضد ريني. أكدت محكمة الاستئناف بالدائرة الرابعة حكم محكمة المقاطعة الأمريكية في قضية بوستيتش ضد شيفر. |
| يوتا               | 2,942,902                                          | 25 يونيو 2014                                      | 6 أكتوبر 2014                                      | قرار المحكمة الفيدرالية                                                                                    | حكم محكمة المقاطعة الأمريكية لمقاطعة يوتا في قضية كيتشن ضد هربرت. تم الترخيص لزواج المثليين بين 20 ديسمبر 2013 و 6 يناير 2014. أكدت محكمة استئناف الدائرة العاشرة حكم محكمة المقاطعة في قضية كيتشن ضد هربرت. |
| إنديانا            | 6,596,855                                          | 4 سبتمبر 2014                                      | 6 أكتوبر 2014                                      | قرار المحكمة الفيدرالية                                                                                    | حكم محكمة المقاطعة الأمريكية للمقاطعة الجنوبية لإنديانا في قضية باسكن ضد بوغان. أكدت محكمة الاستئناف بالدائرة السابعة حكم المحكمة المحلية. |
| ويسكونسن           | 5,757,564                                          | 4 سبتمبر 2014                                      | 6 أكتوبر 2014                                      | قرار المحكمة الفيدرالية                                                                                    | حكم محكمة المقاطعة الأمريكية للمقاطعة الغربية لولاية ويسكونسن في قضية وولف ضد ووكر. أكدت محكمة الاستئناف بالدائرة السابعة حكم محكمة المقاطعة. |
| كولورادو           | 5,355,866                                          | 9 يونيو 2014                                       | 7 أكتوبر 2014                                      | قرار محكمة الولاية                                                                                         | حكم محكمة مقاطعة كولورادو في قضية برينكمان ضد لونغ |
| كولورادو           | 5,355,866                                          | 23 يوليو 2014                                      | 7 أكتوبر 2014                                      | قرار المحكمة الفيدرالية                                                                                    | حكم محكمة المقاطعة الأمريكية لمقاطعة كولورادو في قضية بيرنز ضد هيكنلوبر |
| فيرجينيا الغربية   | 1,850,326                                          | 9 أكتوبر 2014                                      | 9 أكتوبر 2014                                      | سابقة المحكمة الفدرالية الملزمة ← تصرفات مسؤولي الولاية ← قرار المحكمة الفيدرالية                          | اعترف كل مت الحاكم إيرل راي تومبلين والمحامي العام باتريك موريسي، بالسابقة القضائية التي حددها حكم الدائرة الرابعة في قضية بوستيك ضد شايفر، وأسقطا دفاعهما عن حظر زواج المثليين في الولاية. ألغت محكمة المقاطعة الأمريكية للمقاطعة الجنوبية من ولاية فرجينيا الغربية في ماغي ضد كول حظر فرجينيا الغربية القانوني على زواج المثليين في 7 نوفمبر 2014 |
| نيفادا             | 2,839,099                                          | 7 أكتوبر 2014                                      | 9 أكتوبر 2014                                      | قرار المحكمة الفيدرالية ← النظام التشريعي                                                                  | حكم محكمة الاستئناف للدائرة التاسعة في قضية سيفيك ضد ساندوفال. ألغت محكمة الاستئناف بالدائرة التاسعة حكم محكمة المقاطعة الأمريكية لمقاطعة نيفادا. دخل مشروع قانون الزواج المحايد جنسانيا الذي أقرته الهيئة التشريعية في نيفادا ووقعه حاكم ولاية نيفادا حيز التنفيذ في 1 يوليو 2017. |
| كارولينا الشمالية  | 9,943,964                                          | 10 أكتوبر 2014                                     | 10 أكتوبر 2014                                     | قرار المحكمة الفيدرالية                                                                                    | حكم محكمة المنطقة الأمريكية للمنطقة الغربية لكارولينا الشمالية في قضية "السينود العام لكنيسة المسيح المتحدة ضد كوبر". |
| ألاسكا             | 736,732                                            | 12 أكتوبر 2014                                     | 17 أكتوبر 2014                                     | قرار المحكمة الفيدرالية                                                                                    | حكمت محكمة المقاطعة الأمريكية لمقاطعة ألاسكا في قضية "هامبي ضد بارنيل". |
| أيداهو             | 1,634,464                                          | 7 أكتوبر 2014                                      | 15 أكتوبر 2014                                     | قرار المحكمة الفيدرالية                                                                                    | حكمت محكمة المقاطعة الأمريكية لمقاطعة أيداهو في قضية لاتا ضد أوتر، الحكم الذي أيدته محكمة الدائرة التاسعة. |
| أريزونا            | 6,731,484                                          | 17 أكتوبر 2014                                     | 17 أكتوبر 2014                                     | قرار المحكمة الفيدرالية                                                                                    | حكمت محكمة المقاطعة الأمريكية لمقاطعة أريزونا في قضية كونولي ضد جينس وفي قضية ماجورز ضد هورن. |
| وايومنغ            | 584,153                                            | 17 أكتوبر 2014                                     | 21 أكتوبر 2014                                     | قرار المحكمة الفيدرالية                                                                                    | حكم محكمة المقاطعة الأمريكية لمقاطعة وايومنغ في قضية "غوزو ضد ميد". |
| مونتانا            | 1,023,579                                          | 6 نوفمبر 2014                                      | 6 نوفمبر 2014                                      | قرار المحكمة الفيدرالية                                                                                    | حكم محكمة المقاطعة الأمريكية لمقاطعة مونتانا في قضية رولاندو ضد فوكس. |
| كارولينا الجنوبية  | 4,832,482                                          | 12 نوفمبر 2014                                     | 20 نوفمبر 2014                                     | قرار المحكمة الفيدرالية                                                                                    | حكم محكمة المقاطعة الأمريكية لمقاطعة كارولينا الجنوبية في قضية كوندون ضد هالي. |
| فلوريدا            | 19,893,297                                         | 21 أغسطس 2014                                      | 6 يناير 2015                                       | قرار المحكمة الفيدرالية                                                                                    | حكم محكمة المقاطعة الأمريكية للمقاطعة الشمالية لفلوريدا في قضية برينر ضد سكوت. |
| غوام               | 165,124 (ليس مشمولا في التعداد الجملي لعدد السكان) | 5 يونيو 2015                                       | 9 يوليو 2016                                       | سابقة المحكمة الفيدرالية الملزمة ← تصرفات المسؤولين الإقليميين ← قرار المحكمة الفيدرالية ← النظام التشريعي | تأجيل المدعية العامة إليزابيث باريت أندرسون إلى السابقة القضائية التي وضعتها محكمة الاستئناف بالدائرة التاسعة في قضية لاتا ضد أوتر، يأمر بمنح تراخيص زواج الأزواج المثليين على الفور ابتداءً من 15 أبريل 2015. أيدت محكمة مقاطعة غوام في قضية أغويرو ضد كالفو القرار السابق الصادر عن محكمة الدائرة التاسعة. أقرت الهيئة التشريعية في غوام "قانون المساواة في الزواج"، الذي يتضمن القرار، ودخل حيز التنفيذ في 27 أغسطس 2015. |
| العدد الإجمالي     | 221,434,635 (69٫4% من تعداد سكان الولايات المتحدة) | 221,434,635 (69٫4% من تعداد سكان الولايات المتحدة) | 221,434,635 (69٫4% من تعداد سكان الولايات المتحدة) | 221,434,635 (69٫4% من تعداد سكان الولايات المتحدة)                                                         | 221,434,635 (69٫4% من تعداد سكان الولايات المتحدة) |

ملاحظة: يوضح هذا الجدول فقط حالات زواج المثليين المرخص لها والمعترف بها أو التي تم تشريعها قبل أوبرغيفل ضد هودجز. لا يشمل ذلك الولايات التي اعترفت بزواج المثليين من ولايات قضائية أخرى ولكنها لم ترخص له.

## النقاش

### الدعم

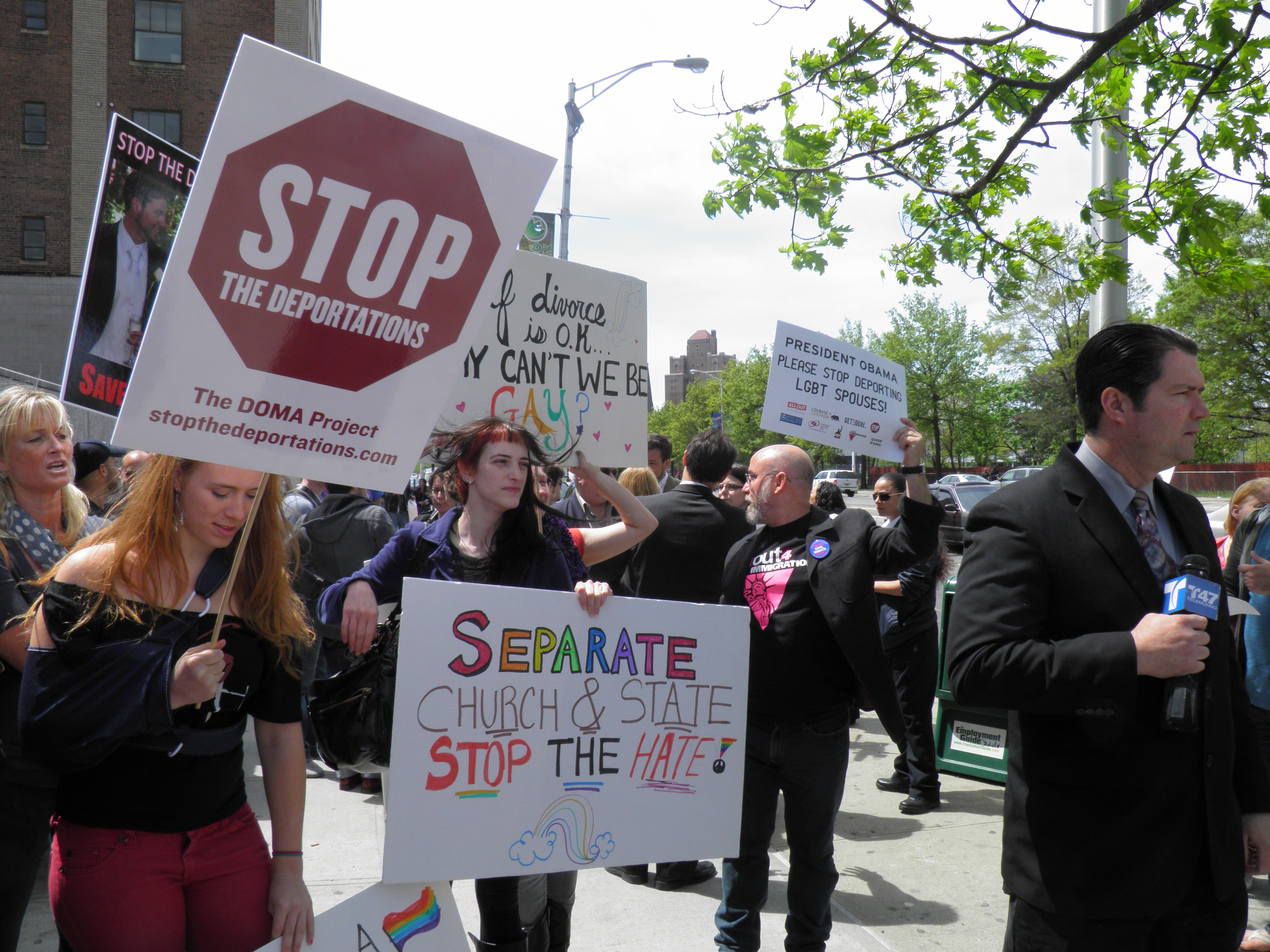
احتجاج في نيوجيرسي في عام 2011 من قبل مساواة ولاية الحديقة لدعم حقوق زواج المثليين وضد ترحيل الأزواج المثليين.

في الولايات المتحدة وكندا، تعتبر كل من المنظمات المهنية بما في ذلك الجمعية الأمريكية للأنثروبولوجيا، وجمعية الإرشاد الأمريكية، والأكاديمية الأمريكية لطب الأطفال، والجمعية الطبية الأمريكية، والأكاديمية الأمريكية للتمريض، وجمعية علم النفس الأمريكية، والجمعية الأمريكية للأطباء النفسيين، وجمعية علم النفس الكندية، الجمعية الأمريكية لعلم الاجتماع، الرابطة الوطنية للأخصائيين الاجتماعيين، الرابطة الأمريكية التحليل النفسي، الجمعية الأمريكية للزواج والعلاج الأسري، الأكاديمية الأمريكية لأطباء الأسرة أن الأدلة العلمية تدعم الاستنتاجات التالية: المثلية الجنسية هي جنسانية بشرية طبيعية وعادية، وبأن التوجه الجنسي ليس خيارًا، يشكل المثليون علاقات مستقرة وملتزمة معادلة أساسًا لعلاقات المغايرين، الآباء والأمهات المثليون والمثليات ليسوا أقل قدرة من الآباء المغايرين على تربية الأطفال، ولا تعتمد أي حضارة أو نظام اجتماعي قابل للتطبيق على تقييد الزواج بين المغايرين، أطفال الأزواج المثليين يعيشون جيدا أو حتى أفضل من أطفال الأزواج المغايرين.
أعربت شخصيات بارزة في حركة الحقوق المدنية عن تأييدها المثليين. في عام 2004، أعربت كوريتا سكوت كينغ، إحدى أهم زعماء حركة الحقوق المدنية وأرملة مارتن لوثر كينغ الإبن، عن دعمها لزواج المثليين ونددت علنًا بمحاولات تعريف الزواج على أنه «اتحاد رجل وامرأة» كشكل من أشكال «ضرب المثليين». في عام 2007، ميلدريد لافينغ، المدعية المشتركة إلى جانب زوجها ريتشارد لافينغ في قضية الحقوق المدنية التاريخية لافينغ ضد فرجينيا في عام 1967، والتي ألغت فيها المحكمة العليا في الولايات المتحدة جميع حظر الولايات للزواج بين الأعراق، أصدرت بيانًا في الذكرى الأربعين للحكم، أعربت فيه عن دعمها لزواج المثليين ووصفته بأنه حق مدني أقرب إلى الزواج بين الأعراق، قائلة «أعتقد أن جميع الأمريكيين، بغض النظر عن جنسهم، بغض النظر عن جنسهم، بغض النظر عن توجههم الجنسي، يجبوا أن يتمتعوا بنفس الحرية في الزواج». في عام 2009، أعرب جوليان بوند، إحدى زعماء حركة الحقوق المدنية ورئيس الجمعية الوطنية للنهوض بالملونين، عن تأييده لزواج المثليين وذكر أن «حقوق المثليين هي حقوق مدنية». في عام 2015، رحب جون لويس، إحدى زعماء حركة الحقوق المدنية ورئيس لجنة التنسيق الطلابية اللاعنفية بنتيجة قضية الحقوق المدنية التاريخية أوبرغيفل ضد هودجز التي ألغت فيها المحكمة العليا للولايات المتحدة جميع حالات الحظر التي فرضتها الولايات المتحدة على زواج المثليين، قائلا «إن الأعراق لا تقع في الحب، ولا تقع الأجناس في الحب - الناس يقعون في الحب».
تعهدت الجمعية الوطنية للنهوض بالملونين، وهي منظمة الحقوق المدنية الرائدة الأميركيين الأفارقة، بدعم حقوق المثليين وزواج المثليين، مشيرة إلى أنهم «يدعمون المساواة في الزواج بما يتفق مع الحماية المتساوية بموجب القانون المنصوص عليه في التعديل الرابع عشر للدستور الولايات المتحدة»، وأعلنوا أن زواج المثليين هو حق مدني.
قالت حملة حقوق الإنسان، وهي أكبر منظمة لحقوق المثليين في الولايات المتحدة، على أن «العديد من الأزواج المثليين يريدون الحق في الزواج قانونيًا لأنهم في حالة حب - فقد قضى كثيرون، في الواقع، السنوات العشر أو العشرين أو الخمسين الماضية مع هذا الشخص - ويريدون احترام علاقتهم بأكبر طريقة يمكن أن يقدمها مجتمعنا، من خلال الالتزام العام بالوقوف معًا في الأوقات الطيبة والسيئة، من خلال كل البهجة والتحديات التي تجلبها الحياة الأسرية».
تشبه الصحفية غيل ماثاباني حظر زواج المثليين بالقيود السابقة على الزواج بين الأعراق في الولايات المتحدة. يقول المؤلف فرناندو إسبويلاس أنه يجب السماح بزواج المثليين لأنه يعترف بالحقوق المدنية للأقليات. ترفض المؤرخة نانسي كوت بدائل زواج المثليين (مثل الاتحادات المدنية)، متسببة أنه «لا توجد مقارنة حقًا، لأنه لا يوجد شيء يشبه الزواج إلا الزواج».

#### دور وسائل التواصل الاجتماعي
استخدم مؤيدو زواج المثليين بنجاح مواقع التواصل الاجتماعي مثل فيسبوك للمساعدة في تحقيق أهدافهم.
جادل البعض بأن الاستخدام الناجح لوسائل التواصل الاجتماعي من قبل منظمات حقوق المثليين لعبت دورا رئيسيا في هزيمة المعارضة القائمة على الدين.
كان أحد أكبر استخدامات وسائل التواصل الاجتماعي لحشد الدعم لزواج المثليين قبل ومع تزامن وصول إلى المحكمة العليا في الولايات المتحدة للقضايا القانونية البارزة للاقتراح 8 وقانون الدفاع عن الزواج في مارس 2013. بدأت حملة حقوق الإنسان مشروع «علامة المساواة الحمراء» وهي حملة إلكترونية تعتمد أساسًا على موقع فيسبوك شجعت المستخدمين على تغيير صور ملفهم الشخصي إلى علامة حمراء متساوية للتعبير عن دعمهم لزواج المثليين. في وقت جلسات المحكمة، قام ما يقرب من 2.5 مليون مستخدم على فيسبوك بتغيير صورهم الشخصية إلى علامة حمراء متساوية.

### المعارضة
تستند معارضة زواج المثليين إلى ادعاءات مثل الاعتقاد بأن المثلية الجنسية غير طبيعية وغير عادية، وأن الاعتراف بالعلاقات المثلية سيعزز المثلية الجنسية في المجتمع، وأن الأطفال يكونون أفضل حالاً عندما ينشأون من قبل الأزواج المغايرين فقط. يدحض العلم هذه الادعاءات، ويدل على أن المثلية الجنسية هو توجه جنسي إنساني طبيعي وعادي، وأنه لا يمكن اختيار الميول الجنسية، وأن أطفال الأزواج المثليين يتربون بخير أو حتى أفضل من أطفال الأزواج المغايرين.
بعض معارضي زواج المثليين هم مجموعات دينية مثل كنيسة يسوع المسيح لقديسي الأيام الأخيرة، والكنيسة الكاثوليكية، والمؤتمر المعمداني الجنوبي، والذي يرغب كلهم في أن يظل الزواج مقتصرا على زواج الأزواج المغايرين.
كان تمويل حملات الاستفتاء على التعديل قضية نزاع كبير. قضى كل من القضاة  ومصلحة الضرائب الأمريكية بأنه من المشكوك فيه أو غير القانوني أن تكون مساهمات الحملة محمية بحجب الهوية.

### السياسيون والاعلاميون

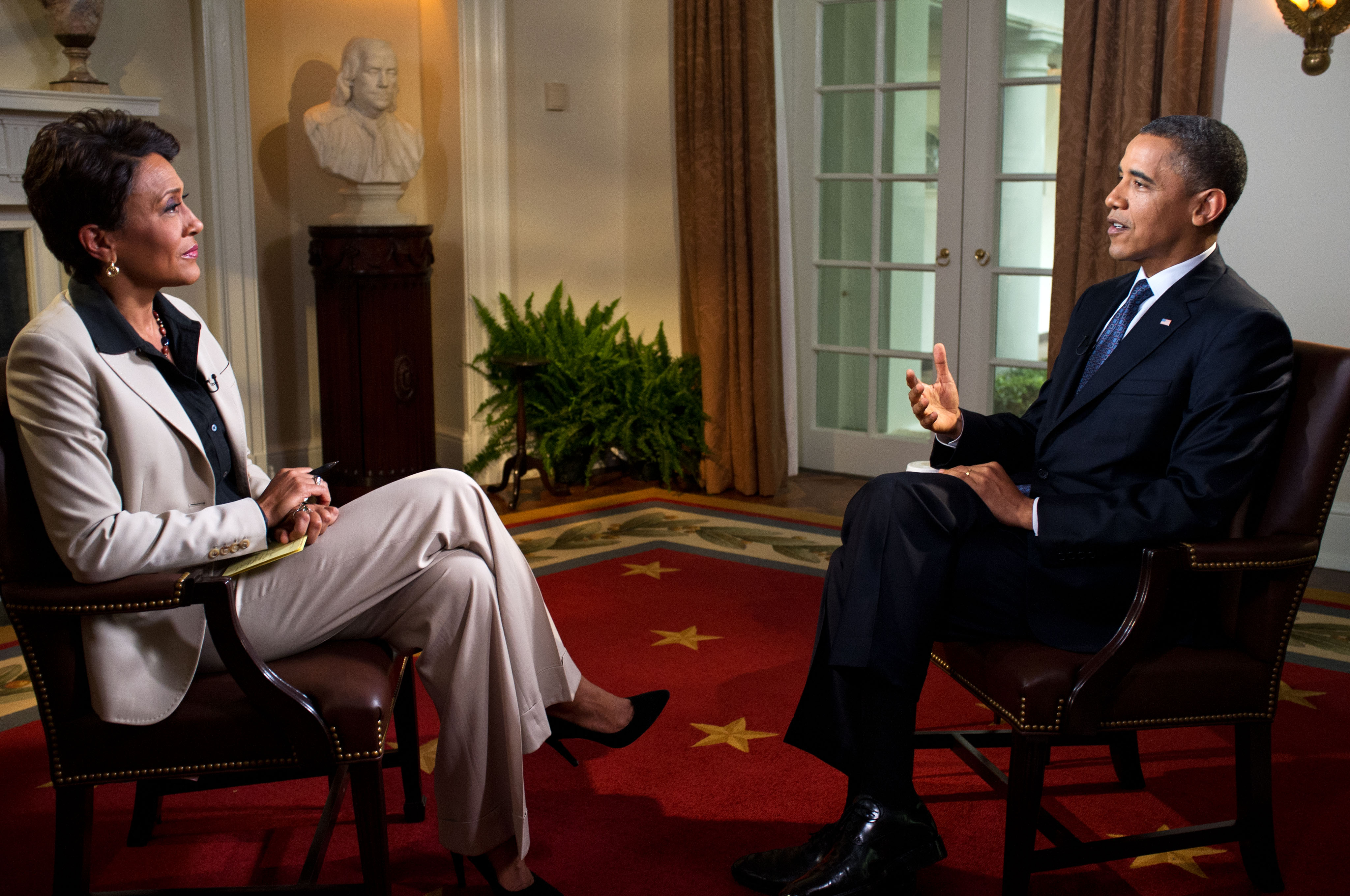
الرئيس باراك أوباما في مقابلة مع روبن روبرتس من برنامج صباح الخير يا أمريكا على قناة أيه بي سي، في البيت الأبيض ، 9 مايو 2012.

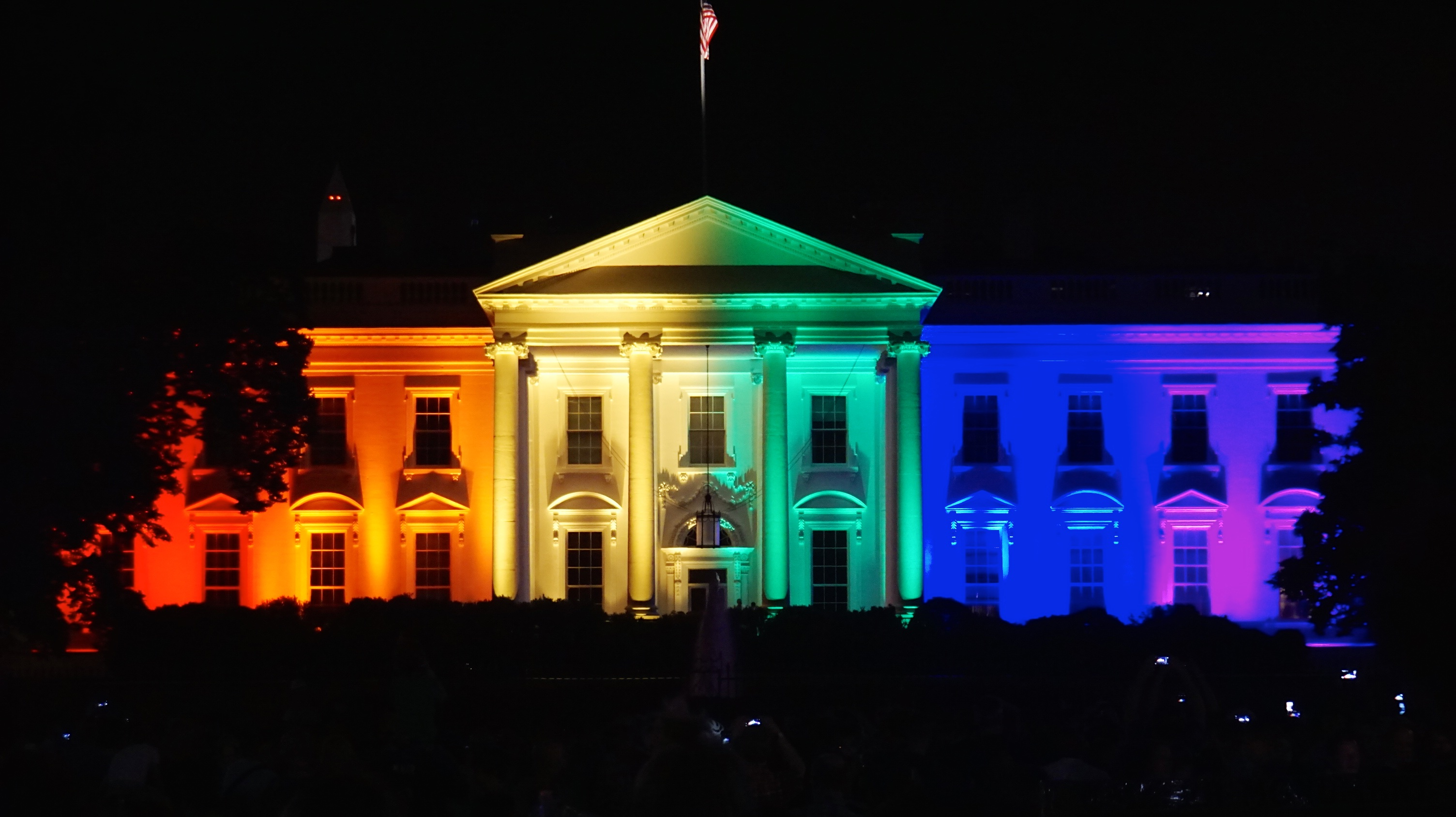
البيت الأبيض، مضاء بألوان قوس قزح، مساء يوم حكم أوبرغيفل، 26 يونيو 2015.

تباينت آراء باراك أوباما حول زواج المثليين خلال مسيرته السياسية وأصبحت أكثر تأييدًا لحقوق زواج المثليين بمرور الوقت. في التسعينيات، كان قد ساند زواج المثليين أثناء حملته الانتخابية لمجلس الشيوخ في إلينوي. خلال الحملة الانتخابية لعام 2008، عارض زواج المثليين، لكنه عارض أيضًا الإقتراح 8 في كاليفورنيا 2008 الذي كان يهدف إلى عكس قرار المحكمة الذي شرع زواج المثليين هناك. في عام 2009، عارض اقتراحين تشريعيين اتحاديين متعارضين كان من شأنهما حظر حظر زواج المثليين أو إثباته على المستوى الوطني، موضحًا أنه يتعين على كل ولاية أن تقرر القضية. في ديسمبر 2010، أعرب عن دعمه للاتحادات المدنية مع حقوق تعادل الزواج والاعتراف الفيدرالي بالعلاقات المثلية. عارض التعديل الدستوري الفيدرالي لحظر زواج المثليين. وذكر أيضًا أن موقفه من زواج المثليين «يتطور» وأنه أدرك أن الاتحادات المدنية من منظور الأزواج المثليين «ليست كافية». في 9 مايو 2012، أصبح الرئيس أوباما أول رئيس في المنصب يدعم زواج المثليين. وقال إنه لا يزال يرى أن السؤال القانوني يخص الولايات. في أكتوبر 2014، أخبر أوباما أحد المقابلات أن وجهة نظره قد تغيرت:
بعد فترة وجيزة من فوزه في انتخابات عام 2016، قال الرئيس دونالد ترامب أنه «يوافق» على زواج المثليين ويعتقد أنه قانون مستقر : «إنه قانون. لقد تمت تسويته في المحكمة العليا. أقصد أنه تم». يتناقض هذا إلى حد ما مع بيان سابق أدلى به في يونيو 2015، بعد أوبرغيفل ضد هودجز، والذي قال فيه إنه شخصيًا يناصر «الزواج التقليدي» وأنه يعتقد أنه ينبغي ترك زواج المثليين للولايات. في نفس البيان، اعترف ترامب بأن قلب أوبيرغيفل واقعي كما أعلن العديد من تعييناته الفيدرالية، لاحقًا، أنهما سيدعمان زواج المثليين ويفرضان حكم المحكمة العليا، بينما يظلان شخصيًا ضد زواج المثليين، وهما النائب العام جيف سيشنز ووزيرة التعليم بيتسي ديفوس.
عبر كل من الرؤساء السابقين بيل كلينتون، جيمي كارتر وباراك أوباما، نواب الرؤساء السابقين ديك تشيني، آل غور، والتر مونديل، وجو بايدن عن دعمهم لزواج المثليين، وكذلك السيدات الأولى السابقة لورا بوش، هيلاري كلينتون، ميشيل أوباما  ونانسي ريغان. حضر الرئيس السابق جورج بوش الأب وزوجته السيدة الأولى السابقة باربرا بوش كشهود لحضور حفل زفاف مثلي، ولكن لم يعلن أي منهم علانية ما إذا كان هذا يعني أنهم يدعمون زواج المثليين بشكل عام؛ قيل إن جورج دبليو بوش عرض إدارة حفل الزفاف نفسه، ولكن بالمثل لم يصدر بيانًا علنيًا بشأن موقفه من القضية (كرئيس، كان معارضا له). أعلن 15 من أعضاء مجلس الشيوخ الأمريكي عن دعمهم لزواج المثليين في ربيع عام 2013. بحلول أبريل 2013، أعربت غالبية أعضاء مجلس الشيوخ عن تأييدهم لزواج المثليين. أصبح السناتور روب بورتمان من أوهايو أول سناتور جمهوري يؤيد زواج المثليين في مارس 2013، يليه السناتور مارك كيرك من إلينوي في أبريل، السناتورة ليزا موركوفسكي من ألاسكا في يونيو، والسناتورة سوزان كولينز من مين في 2014.
وشملت السياسيين الذين يعارضون زواج المثليين ريك سانتوروم، مايك هاكابي، وسارة بالين.
من بين السياسيين البارزين الذين تحولوا من معارضة زواج المثليين إلى دعمه، الرئيس باراك أوباما والسناتور الجمهوري روب بورتمان والنائب الجمهوري بوب بار (مؤلف قانون الدفاع عن الزواج 1996).
في مقابلة مع برنامج "ذي أورايلي فاكتور" في أغسطس/آب 2010، عندما سُئل غلين بيك عما إذا كان "يعتقد أن زواج المثليين يمثل تهديدًا [لهذا البلد] بأي شكل من الأشكال"، قال: "لا ، أنا لا أعتقد ذلك ... وأعتقد أن توماس جيفرسون وقال: "إذا كان لا يكسر ساقي ولا يختار جيبي ما الفرق لي؟"

## الدراسات

### انتحار الأطفال
يقترن زواج المثليين بانخفاض كبير في معدل محاولة الانتحار بين الأطفال، مع تركيز التأثير على أطفال الأقليات الجنسية. كشفت دراسة لبيانات على مستوى البلاد من جميع أنحاء الولايات المتحدة من يناير 1999 إلى ديسمبر 2015 أن معدل محاولة الانتحار بين جميع تلاميذ المدارس في الصفوف 9-12 انخفض بنسبة 7% ومعدل محاولة الانتحار بين تلاميذ المدارس من الأقليات الجنسية في الصفوف انخفض عدد الأطفال الذين تتراوح أعمارهم بين 9-12 عامًا بنسبة 14% في الولايات التي قننت زواج المثليين، مما أدى إلى انخفاض عدد الأطفال الذين يحاولون الانتحار سنويًا في الولايات المتحدة بحوالي 134,000 طفل. استفاد الباحثون من الطريقة التدريجية التي تم بها زواج المثليين في الولايات المتحدة (توسع من ولاية واحدة في 2004 إلى جميع الولايات الخمسين في عام 2015) لمقارنة معدل محاولة الانتحار بين الأطفال في كل ولاية خلال الفترة الزمنية المدروسة. بمجرد تقنين زواج المثليين في ولاية معينة، أصبح انخفاض معدل محاولة الانتحار بين الأطفال في تلك الولاية دائمًا. لم يحدث أي انخفاض في معدل محاولة الانتحار بين الأطفال في ولاية معينة إلى أن تعترف تلك الدولة بزواج المثليين. لاحظ الباحث الرئيسي في الدراسة أن «القوانين التي يكون لها أكبر تأثير على البالغين المثليين قد تجعل أطفال المثليين يشعرون بالأمل أكثر في المستقبل». بمجرد تقنين زواج المثليين في ولاية معينة، أصبح انخفاض معدل محاولة الانتحار بين الأطفال في تلك الولاية دائمًا. لم يحدث أي انخفاض في معدل محاولة الانتحار بين الأطفال في ولاية معينة إلى أن تعترف تلك الولاية بزواج المثليين. لاحظ الباحث الرئيسي في الدراسة أن «القوانين التي يكون لها أكبر تأثير على البالغين المثليين قد تجعل أطفال المثليين يشعرون بالأمل أكثر في المستقبل».

### التأثير الاقتصادي على الأزواج المثليين
حتى حكم المحكمة العليا الصادر في يونيو/حزيران 2013 في قضية الولايات المتحدة ضد وندسور، والذي طالب الحكومة الفيدرالية بمعالجة الأزواج المثليين المتزوجين قانونيًا على قدم المساواة مع الأزواج المغايرين المتزوجين قانونًيا، واجه الأزواج المثليين كثيرا من حالات الحرمان من الميزات. لم تعترف الحكومة الفيدرالية بحالات الزواج هذه لأي غرض كان. وفقًا لدراسة أجراها مكتب المحاسبة العامة عام 1997، فإن ما لا يقل عن 1,049 من القوانين واللوائح الفيدرالية الأمريكية تشمل إشارات إلى الحالة الزوجية. وجدت دراسة عام 2004 من قبل مكتب الميزانية في الكونغرس 1,138 من الأحكام القانونية «التي الحالة الاجتماعية هو عامل في تحديد أو تلقي استحقاقات والحقوق والامتيازات.» يحكم العديد من هذه القوانين حقوق الملكية والفوائد والضرائب. الأزواج المثليون الذين لا تعترف الحكومة الفيدرالية بزواجهم غير مؤهلين للحصول على استحقاقات الضمان الاجتماعي للزوج والناجين وغير مؤهلين للحصول على الاستحقاقات المستحقة لزوج موظف الحكومة الفيدرالية. وجدت إحدى الدراسات أن الفرق في دخل الضمان الاجتماعي للأزواج المثليين مقارنة بالأزواج المتزوجين المغايرين كان في السنة.
مقارنة بالأزواج المتزوجين المغايرين، يواجه الأزواج المثليون حالات الحرمان من الامتيازات المالية والقانونية التالية:
- التكاليف القانونية المرتبطة بالحصول على وثائق الشريك المنزلي للحصول على القدرات القانونية الممنوحة تلقائيًا عن طريق الزواج القانوني، بما في ذلك التوكيل الرسمي، واتخاذ القرارات المتعلقة بالرعاية الصحية، والميراث.[132]
- يمكن لأي شخص أن يرث مبلغًا غير محدود من الزوج المتوفى دون تكبد ضريبة عقارية، ولكنه يخضع للضرائب إذا ورث من شريك مثلي.[131]
- لم يكن الأزواج المثليون مؤهلين لتقديم ملف مشترك كزوجين، وبالتالي لم يتمكنوا من الاستفادة من معدلات الضريبة المنخفضة عندما يختلف الدخل الفردي للأزواج بشكل كبير.[131][ب]
- تغطية تأمين صحي مقدمة من قبل صاحب العمل لشريك مثلي تحمل ضريبة دخل فيدرالية.[131]
- ارتفاع التكاليف الصحية المرتبطة بنقص التأمين والرعاية الوقائية: 20% من الأزواج المثليين لديهم شخص غير مؤمن عليه مقارنة بـ10% من الأزواج المتزوجين المغايرين.[132]
- عدم القدرة على حماية المنزل المشترك من الخسارة بسبب تكاليف الكارثة الطبية المحتملة.[132]
- عدم قدرة مواطن أمريكي على رعاية زوج مثلي للحصول على الجنسية.[132]

كانت هناك حوالي 7,400 شركة تقدم فوائد الزوجية للأزواج المثليبن في عام 2008. في الولايات التي تعترف بزواج المثليين، لا يمكن للأزواج المثليين الاستمرار في تلقي هذه المزايا نفسها إلا إذا تزوجوا. فقط 18% من أرباب العمل من القطاع الخاص عرضوا مزايا الرعاية الصحية للشريك المنزلي.
يواجه الأزواج المثليون القيود المالية للزواج القانوني مثل الأزواج المتزوجين المغاير، بما في ذلك عقوبة الزواج في الضرائب. على الرغم من أن مقدمي الخدمات الاجتماعية لا يحسبون عادة أصول أحد الشركاء تجاه الدخل ويعني ذلك اختبار المساعدة الاجتماعية للعجز والإعاقة بالنسبة إلى الشريك الآخر، عادةً ما تستخدم الأصول المشتركة للزوجين المتزوجين قانونًا في حساب ما إذا كان الفرد المتزوج مؤهلاً للحصول على المساعدة.

### التأثير الاقتصادي على الحكومة الفيدرالية
تشير دراسة مكتب الميزانية بالكونجرس لعام 2004، من خلال افتراض «أن حوالي 0.6% من البالغين يدخلون في زواج مثلي إذا أتيحت لهم الفرصة» (وهو افتراض اعترفوا فيه «بعدم اليقين الكبير») ويقدر أن تقنين زواج المثليين في جميع أنحاء الولايات المتحدة «من شأنه أن يحسن الحد الأدنى للميزانية إلى حد ما: بأقل من مليار دولار في كل من السنوات العشر القادمة». تعكس هذه النتيجة زيادة في صافي إيرادات الحكومة (زيادة ضرائب الدخل بسبب عقوبات الزواج أكثر من تعويض إيرادات الضرائب المنخفضة الناتجة عن الضرائب العقارية المؤجلة). أن الاعتراف بزواج المثليين يزيد من نفقات الحكومة عن الضمان الاجتماعي وفوائد الاتحادية الصحة للموظف ولكن هذه الزيادة سيكون أكثر من تعويض من النفقات انخفضت عن ميديكآيد، ميديكير، والدخل التكميلي الآمن.

### الصحة النفسية
استنادًا إلى الأبحاث التي أجريت على الآثار الضارة لوصم المثليين والمثليات، أصدرت العديد من منظمات العلوم الاجتماعية البارزة بيانات موقف تدعم زواج المثليين ومناهضة التمييز على أساس التوجه الجنسي؛ وتشمل هذه المنظمات الجمعية الأمريكية للتحليل النفسي وجمعية علم النفس الأمريكية.
أظهرت العديد من الدراسات النفسية أن زيادة التعرض للمحادثات السلبية، والرسائل الإعلامية، وردود الفعل السلبية بين الأقران حول زواج المثليين يخلق بيئة ضارة للأشخاص من مجتمع المثليين قد تؤثر على صحتهم وكذلك، وخاصة بين الأعضاء الأصغر سنا.
استطلعت إحدى الدراسات أكثر من 1,500 من المثليين والمثليات ومزدوجي التوجه الجنسي في جميع أنحاء البلاد ووجدت أن المشاركين من 25 ولاية التي حظرت زواج المثليين كان لديهم أعلى تقارير عن «إجهاد الأقليات» - الضغوط الاجتماعية المزمنة الناتجة عن وصم مجموعات الأقليات - وكذلك الضيق النفسي العام. وفقا للدراسة، فإن الحملات السلبية التي تأتي مع الحظر هي المسؤولة المباشرة عن زيادة الضغط. أظهرت الأبحاث السابقة أن إجهاد الأقليات يرتبط بالمخاطر الصحية مثل السلوك الجنسي المحفوف بالمخاطر وتعاطي المخدرات.
درست دراستان أخريان التقارير الشخصية من البالغين المثليين وعائلاتهم الذين يعيشون في ممفيس بولاية تينيسي، مباشرة بعد حملة اقتراع ناجحة عام 2006 حظر زواج المثليين. أفاد معظم المجيبين أنهم يشعرون بالغربة عن مجتمعاتهم. كما وجدت الدراسات أن العائلات عانت من نوعا من الضغوط النفسية الثانوية لإجهاد الأقليات، كما تقول جينيفر أرم، طالبة دراسات عليا استشارية في جامعة ممفيس.
في قضية بيري ضد شوارزنيجر، شهد الشاهد الخبير إيلان ماير أن نتائج الصحة العقلية للمثليين والمثليات ستتحسن إذا لم تكن قوانين مثل الاقتراح 8 في كاليفورنيا 2008 موجودة لأن «عندما يتعرض الناس لمزيد من التوتر ... يكونون أكثر عرضة للمرض ...» وهذا الموقف المعين يتسق مع القوانين التي تقول للمثليين «أنت غير مرحب به هنا، علاقاتك ليست مهمة». وقال إن مثل هذه القوانين لها «قوة كبيرة».

### الصحة البدنية
في عام 2009، ربط زوج من الاقتصاديين في جامعة إيموري إقرار حظر الدولة على زواج المثليين في الولايات المتحدة بزيادة في معدلات الإصابة بفيروس نقص المناعة البشرية. ربطت الدراسة إقرار حظر زواج المثليين في أي ولاية بزيادة معدل الإصابة بفيروس نقص المناعة البشرية السنوي في تلك الحالة من حوالي 4 حالات لكل 100,000 شخص.
وجدت دراسة أجرتها مدرسة كولومبيا ميلمان للصحة العامة أن الرجال المثليين في ماساتشوستس قاموا بزيارة العيادات الصحية بشكل ملحوظ في كثير من الأحيان بعد تقنين زواج المثليين في تلك الولاية.

## إحصاءات الزواج
لا توجد بيانات كاملة عن عدد حالات زواج المثليين التي أجريت في الولايات المتحدة. يتم تسجيل حالات الزواج والطلاق من قبل الولايات والمقاطعات والأقاليم، بالإضافة إلى مدينة نيويورك وواشنطن العاصمة، ولكن ليس بواسطة الحكومة الفيدرالية. ولا تميز ولايات مثل ولاية أوريغون بين زواج المغايرين وزواج المثليين في سجلاتها الرسمية. السجلات القانونية للزواج والطلاق تخص الولايات. في أغسطس 2016، قدرت وزارة الخزانة الأمريكية عدد حالات زواج المثليين من خلال ربط الإقرارات الضريبية للأزواج المثليين الذين تقدموا في عام 2014 بسجلات الضمان الاجتماعي الخاصة بهم. (على الرغم من أن هذه الطريقة استبعدت الأزواج الذين يقدمون ملفًا فرديًا، إلا أن عددهم صغير، ومن بين جميع الأزواج المتزوجين الذين يدفعون ضرائب، 97.5% ملف مشترك). أظهر هذا البحث أنه في عام 2014 كان هناك حوالي 183,280 زوجًا مثليا متزوج في البلد، أو «حوالي 0.3% من جميع حالات الزواج» وفقا لصحيفة نيويورك تايمز.
يوضح الجدول التالي بيانات عام 2015.
| الولاية           | عدد حالات الزواج بين المثليين من الإناث | عدد حالات الزواج بين المثليين من الذكور | عدد حالات زواج المثليين | عدد حالات زواج المغايرين | % عدد حالات زواج المثليين | % التغيير عن عام 2014 |
| ----------------- | --------------------------------------- | --------------------------------------- | ----------------------- | ------------------------ | ------------------------- | --------------------- |
| ألاباما           | 938                                     | 508                                     | 1,446                   | 736,973                  | 0.20%                     | +0.12%                |
| ألاسكا            | 381                                     | 125                                     | 506                     | 123,576                  | 0.41%                     | +0.13%                |
| أريزونا           | 3,231                                   | 2,315                                   | 5,546                   | 1,018,830                | 0.54%                     | +0.17%                |
| أركنساس           | 729                                     | 420                                     | 1,149                   | 475,652                  | 0.24%                     | +0.12%                |
| كاليفورنيا        | 23,248                                  | 24,571                                  | 47,819                  | 5,948,710                | 0.80%                     | +0.12%                |
| كولورادو          | 3,149                                   | 1,777                                   | 4,926                   | 960,517                  | 0.51%                     | +0.18%                |
| كونيتيكت          | 2,153                                   | 1,419                                   | 3,572                   | 601,888                  | 0.59%                     | +0.08%                |
| ديلاوير           | 756                                     | 547                                     | 1,303                   | 151,891                  | 0.85%                     | +0.14%                |
| واشنطن العاصمة    | 562                                     | 1,690                                   | 2,252                   | 51,707                   | 4.17%                     | +0.52%                |
| فلوريدا           | 8,288                                   | 9,339                                   | 17,627                  | 3,025,105                | 0.58%                     | +0.29%                |
| جورجيا            | 2,997                                   | 2,576                                   | 5,574                   | 1,458,788                | 0.38%                     | +0.18%                |
| هاواي             | 782                                     | 766                                     | 1,548                   | 240,748                  | 0.64%                     | +0.18%                |
| أيداهو            | 517                                     | 245                                     | 762                     | 319,338                  | 0.24%                     | +0.07%                |
| إلينوي            | 4,546                                   | 4,097                                   | 8,643                   | 2,111,988                | 0.41%                     | +0.10%                |
| إنديانا           | 2,570                                   | 1,426                                   | 3,996                   | 1,162,269                | 0.34%                     | +0.11%                |
| أيوا              | 1,310                                   | 669                                     | 1,979                   | 595,757                  | 0.33%                     | +0.05%                |
| كانساس            | 803                                     | 389                                     | 1,192                   | 536,186                  | 0.22%                     | +0.08%                |
| كنتاكي            | 1,260                                   | 793                                     | 2,053                   | 741,637                  | 0.28%                     | +0.15%                |
| لويزيانا          | 937                                     | 622                                     | 1,559                   | 622,220                  | 0.25%                     | +0.15%                |
| مين               | 1,277                                   | 539                                     | 1,816                   | 244,784                  | 0.74%                     | +0.11%                |
| ماريلاند          | 3,398                                   | 2,220                                   | 5,618                   | 928,661                  | 0.60%                     | +0.09%                |
| ماساتشوستس        | 6,927                                   | 4,338                                   | 11,265                  | 1,123,184                | 0.99%                     | +0.10%                |
| ميشيغان           | 2,621                                   | 1,538                                   | 4,159                   | 1,712,041                | 0.24%                     | +0.14%                |
| مينيسوتا          | 2,879                                   | 1,849                                   | 4,727                   | 1,037,972                | 0.45%                     | +0.07%                |
| ميسيسبي           | 417                                     | 184                                     | 601                     | 392,698                  | 0.15%                     | +0.09%                |
| ميزوري            | 1,873                                   | 1,125                                   | 2,998                   | 1,037,468                | 0.29%                     | +0.11%                |
| مونتانا           | 313                                     | 124                                     | 437                     | 193,890                  | 0.22%                     | +0.09%                |
| نبراسكا           | 498                                     | 279                                     | 777                     | 357,420                  | 0.22%                     | +0.10%                |
| نيفادا            | 1,294                                   | 1,296                                   | 2,590                   | 418,389                  | 0.62%                     | +0.24%                |
| نيو هامبشير       | 1,213                                   | 536                                     | 1,749                   | 260,713                  | 0.67%                     | +0.10%                |
| نيوجيرسي          | 3,558                                   | 2,900                                   | 6,458                   | 1,508,687                | 0.43%                     | +0.09%                |
| نيومكسيكو         | 1,431                                   | 710                                     | 2,141                   | 300,782                  | 0.71%                     | +0.13%                |
| نيويورك           | 9,426                                   | 10,231                                  | 19,657                  | 2,869,572                | 0.68%                     | +0.10%                |
| كارولينا الشمالية | 4,073                                   | 2,255                                   | 6,328                   | 1,609,732                | 0.39%                     | +0.13%                |
| داكوتا الشمالية   | 129                                     | 51                                      | 180                     | 141,937                  | 0.13%                     | +0.05%                |
| أوهايو            | 2,734                                   | 1,816                                   | 4,550                   | 1,851,126                | 0.25%                     | +0.13%                |
| أوكلاهوما         | 1,370                                   | 679                                     | 2,048                   | 638,344                  | 0.32%                     | +0.12%                |
| أوريغون           | 3,368                                   | 1,758                                   | 5,126                   | 702,890                  | 0.72%                     | +0.19%                |
| بنسلفانيا         | 4,747                                   | 3,359                                   | 8,106                   | 2,236,796                | 0.36%                     | +0.10%                |
| رود آيلاند        | 693                                     | 457                                     | 1,150                   | 165,087                  | 0.69%                     | +0.13%                |
| كارولينا الشمالية | 1,251                                   | 786                                     | 2,037                   | 752,056                  | 0.27%                     | +0.12%                |
| داكوتا الجنوبية   | 151                                     | 74                                      | 226                     | 165,177                  | 0.14%                     | +0.06%                |
| تينيسي            | 1,748                                   | 1,136                                   | 2,884                   | 1,083,075                | 0.27%                     | +0.14%                |
| تكساس             | 8,596                                   | 6,466                                   | 15,062                  | 4,236,697                | 0.35%                     | +0.16%                |
| يوتا              | 1,222                                   | 820                                     | 2,042                   | 556,919                  | 0.37%                     | +0.10%                |
| فيرمونت           | 785                                     | 399                                     | 1,184                   | 118,398                  | 0.99%                     | +0.10%                |
| فيرجينيا          | 3,404                                   | 2,367                                   | 5,771                   | 1,445,066                | 0.40%                     | +0.13%                |
| واشنطن            | 6,535                                   | 4,624                                   | 11,159                  | 1,308,716                | 0.85%                     | +0.12%                |
| فيرجينيا الغربية  | 572                                     | 256                                     | 828                     | 321,715                  | 0.26%                     | +0.11%                |
| ويسكونسن          | 2,001                                   | 1,058                                   | 3,059                   | 1,093,328                | 0.28%                     | +0.10%                |
| وايومنغ           | 173                                     | 93                                      | 265                     | 112,101                  | 0.24%                     | +0.10%                |
| الولايات المتحدة  | 139,834                                 | 110,617                                 | 250,450                 | 51,809,201               | 0.48%                     | +0.12%                |

a. لاحظ أنه يجب تقديم الإقرارات الضريبية بحلول 15 أبريل 2015. وعلى هذا، فإن هذه البيانات تعكس عدد حالات زواج المثليين بحلول أبريل 2015، قبل أن تصدر المحكمة العليا في الولايات المتحدة حكمها في أوبرغيفل .
ووفقًا للإحصاءات، كان احتمال إنجاب الزوجات المثليات من الإناث أربع مرات أكثر من الأزواج المثليين من الذكور. بالإضافة إلى ذلك، حصل الأزواج الذكور على معدل قبل الضريبة بمقدار 165,960 دولارًا سنويًا، في حين أن الأزواج المثليات يكسبون 118,415 دولارًا والأزواج المغايرون يكسبون 115,210 دولارًا. وقد تم الاحتفال بمعظم حالات زواج المثليين بين الإناث في أوكلاند، سياتل، سان فرانسيسكو، سبرينغفيلد وبورتلاند، في حين تم تنفيذ معظم حالات زواج المثليين بين الذكور في سان فرانسيسكو، واشنطن العاصمة، نيويورك وسياتل وفورت لودرديل.
أعلن المكتب المرجعي للسكان أنه بحلول أكتوبر 2015، تم عقد ما يقرب من 486,000 حالة زواج المثليين في الولايات المتحدة. وتشير التقديرات إلى أن 45% من جميع الأزواج المثليين في البلاد كانوا متزوجين في ذلك الوقت.
ارتفعت نسبة الشركاء المثليين المتساكنين من 38% في عام 2015 إلى 49% في عام 2016 وإلى 61% في عام 2017.

## قضايا المحاكم
قضايا المحاكم الفيدرالية ومحاكم الولايات في الولايات المتحدة فيما يتعلق بزواج المثليين:

### عقد 1970
- مجهول ضد مجهول Anonymous v. Anonymous, 67 Misc.2d 982 (N.Y. 1971) لا ينص القانون على «الزواج» بين الأشخاص المثليين.
- بايكر ضد نيلسون، Baker v. Nelson 191 NW2d 185 (Minn. 1971). يؤيد قانون مينيسوتا الذي يعرّف الزواج بأنه اتحاد رجل وامرأة. (تم إسقاطه من قِبل أوبرغيفل ضد هودجز في عام 2015؛ انظر أدناه)
- جونز ضد هالاهان Jones v. Hallahan، 501 SW2d 588 (Ky. 1973). يؤيد رفض ترخيص زواج امرأتين في كنتاكي بناءً على تعريفات قاموس الزواج، على الرغم من أن قوانين الولاية لا تحدد جنس شركاء الزواج.[151]
- فرانسس بي. ضد مارك بي. Frances B. v. Mark B. 78 Misc.2d 112 (1974). الزواج كان وما زال عقدًا بين رجل وامرأة.
- سينغر ضد هارا Singer v. Hara ، 522 P.2d 1187 (Wash. Ct. App. 1974). التعريف التاريخي للزواج بين رجل وامرأة، والشركاء المثليون غير مؤهلين للزواج بالطبيعة. هذا الحظر لا يشكل تمييزًا على أساس الجنس.

### عقد 1980
- أدامز ضد هاورتون Adams v. Howerton ، 673 F.2d 1036 (9th Cir. 1982)، cert . denied, 458 U.S. 1111 وزواج المثليين لا يجعل الشخص «زوجا» بموجب قانون الهجرة والجنسية.
- دي ساننو ضد بارنزلي De Santo v. Barnsley ، 476 A.2d 952 (Pa. Super. Ct. 1984). الأزواج المثليون لا يمكنهم الطلاق لأنهم لا يستطيعون تكوين زواج قانوني عام.[152]

### عقد 1990
- في إعادة العقارات في كوبر In re Estate of Cooper, 149 Misc.2d 282 (Sur. Ct. Kings Co. 1990). لدى الولاية مصلحة ملحة في رعاية المؤسسة التقليدية للزواج وحظر زواج المثليين.
- بايهر ضد لوين Baehr v. Lewin ، 852 P.2d 44 (Haw. 1993). ينتهك القانون الذي يقيد الزواج إلى الأزواج المغايرين فقط فقرة الحماية المتساوية في دستور هاواي ما لم تتمكن الولاية من إثبات أن النظام الأساسي له ما يبرره من خلال مصالح الدولة القهرية والمصممة أيضًا بشكل ضيق. دفع هذا القرار إلى اعتماد التعديل الدستوري 2 في هاواي الذي يسمح للهيئة التشريعية بتقييد الزواج إلى الأزواج المغايرين فقط وقانون الدفاع عن الزواج الفيدرالي .
- دين ضد واشنطن العاصمةDean v. District of Columbia ، 653 A.2d 307 (DC 1995). واشنطن العاصمة لا تجيز زواج المثليين؛ رفض ترخيص الزواج لا ينتهك بند الإجراءات القانونية المنصوص عليها في دستور الولايات المتحدة .
- ستورس ضد هولكومب Storrs v. Holcomb ، 645 NYS2d 286 (App. Div. 1996). نيويورك لا تعترف ولا تسمح بزواج المثليين. اسقط الحكم جزئيا من قبل «مارتينيز ضد مقاطعة مونرو» في عام 2008.
- في إعادة العقارات في هول In re Estate of Hall ، 707 NE2d 201، 206 (Ill. App. Ct. 1998). لا تعترف إلينوي بزواج المثليين. لم يكن ادعاء الملتمس في زواج المثليين في زواج معترف به بموجب القانون.
- بايكر ضد فيرمونت Baker v. Vermont، 170 Vt. 194؛ 744 A.2d 864 (Vt. 1999). يشترط بند المزايا المشتركة في دستور الولاية منح الأزواج المثليين نفس الحقوق القانونية التي يتمتع بها الأشخاص المتزوجون، رغم أنه لا يلزم أن يطلق عليها اسم «الزواج».

### عقد 2000
- فراندسن ضد مقاطعة بريفارد Frandsen v. County of Brevard ، 828 So. 2d 757 (Fla. 2001). لن يتم تفسير دستور فلوريدا للاعتراف بزواج المثليين؛ تصنيفات الجنس لا تخضع لتدقيق صارم بموجب دستور فلوريدا.
- بيرنز ضد بيرنز Burns v. Burns ، 560 SE2d 47 (Ga. Ct. App. 2002). الزواج هو اتحاد رجل واحد وامرأة واحدة.
- في إعادة العقارات في غاردينرIn re Estate of Gardiner ، 42 P.3d 120 (Kan. 2002). المتحول جنسيا من الذكور إلى الإناث بعد العملية الجراحية ليس امرأة بالمعنى المقصود في النظام الأساسي ولا يمكن أن يتزوج بشكل صحيح من رجل آخر.
- روزينغارتن ضد داونس Rosengarten v. Downes ، 806 A.2d 1066 (Conn. Ct. App. 2002). كونيتيكت لن تمنع اتحادا مدنيا من فيرمونت.
- ستاندهارت ضد المحكمة العليا في مقاطعة ماريكوبا ، Standhardt v. Superior Court ex rel. County of Maricopa, 77 P.3d 451 (Ariz. Ct. App. 2003) لا ينص دستور ولاية أريزونا على الحق في زواج المثليين.
- غودريدج ضد قسم الصحة العامة Goodridge v. Department of Public Health, 798 NE2d 941 (Mass. 2003). إن رفض منح تراخيص الزواج للأزواج المثليين ينتهك أحكام دستور ولاية ماساتشوستس التي تضمن الحرية الفردية والمساواة، ولا ترتبط بعقلانية بمصالح الدولة المشروعة.
- موريسون ضد سادلر Morrison v. Sadler ، 821 NE2d 15 (Ind. Super. Ct. 2005). قانون الدفاع عن الزواج في إنديانا صالح.
- مستشفى لانغان ضد مستشفى سانت فنسنت Langan v. St. Vincent's Hospital 802 NYS2d 476 (App. Div. 2005). لأغراض قانون الوفاة غير المشروع في نيويورك، يفتقر الشريك الناجي في اتحاد مدني من ولاية فيرمونت إلى وضع «الزوج».
- مواطنون ظن أجل حمايات متساوية ضد برانينغ Citizens for Equal Protection v. Bruning ، 455 F.3d 859 (8th Cir. 2006). لا تنتهك المبادرة 416 في نبراسكا بند المساواة في الحماية المنصوص عليه في التعديل الرابع عشر، ولم يكن بمثابة وثيقة تحقيق، ولا ينتهك التعديل الأول.[153]
- لويس ضد هاريس Lewis v. Harris ، 908 A.2d 196 (NJ 2006). إن حظر زواج المثليين لا ينتهك دستور ولاية نيو جيرسي، ولكن يجب على الولايات توسيع جميع حقوق ومسؤوليات الزواج للأزواج المثليين. كان أمام الهيئة التشريعية 180 يومًا لتعديل قوانين الزواج أو إنشاء «هيكل موازٍ».
- آندرسن ضد مقاطعة كينغ Andersen v. King County ، 138 P.3d 963 (Wash. 2006). قانون الدفاع عن الزواج في واشنطن لا ينتهك دستور الدولة.
- هرنانديس ضد روبلز Hernandez v. Robles ، 855 NE2d 1 (NY 2006). لا يشترط دستور ولاية نيويورك تمديد حقوق الزواج لتشمل الأزواج المثليين.[154]
- كوناواي ضد دين Conaway v. Deane ، 932 A.2d 571 (Md. 2007). يؤيد قانون ماريلاند الذي يعرّف الزواج بأنه اتحاد رجل وامرأة.
- مارتينيز ضد مقاطعة مونرو Martinez v. County of Monroe ، 850 NYS2d 740 (App. Div. 2008). بما أن نيويورك تعترف بزواج الأزواج المغايرين من ولايات قضائية أخرى، يجب عليها أن تفعل الشيء نفسه بالنسبة للأزواج المثليين.[155]
- في إعادة قضايا الزواج، 183 P.3d 384 (Cal. 2008). يعد الحد من الزواج للأزواج المغايرين غير صالح بموجب بند الحماية المتساوية في دستور كاليفورنيا. يجب تقديم حقوق الزواج الكاملة، وليس مجرد شراكة منزلية، للأزواج المثليين.[156]
- كيريغان ضد مفوض الصحة العامة Kerrigan v. Commissioner of Public Health 957 A.2d 407 (Conn. 2008). يعد توفر الاتحادات المدنية ولكن ليس الزواج للشركاء المثليين انتهاكًا لأحكام المساواة والحرية في دستور ولاية كونيتيكت.
- ستراوس ضد هورتونStrauss v. Horton ، 207 P.3d 48 (Cal. 2009). تم اعتماد الاقتراح 8 بشكل صحيح، ولا تزال الزيجات المتعاقد عليها قبل اعتمادها صالحة.[157]
- فارنوم ضد بريينVarnum v. Brien ، 763 NW2d 862 (Iowa 2009). إن منع الأزواج المثليين من الزواج ينتهك أحكام الحماية المتساوية في دستور ولاية أيوا. تتطلب الحماية المتساوية الزواج الكامل، بدلاً من الاتحادات المدنية أو بعض البدائل الأخرى، للأزواج المثليين.

### عقد 2010
التحديات التي واجهت القسم 3 من قانون الدفاع عن الزواج
- غيل ضد مكتب إدارة شؤون الموظفين Gill v. Office of Personnel Management (2009-2013). تم العثور على القسم 3 من قانون الدفاع عن الزواج الاتحادي غير دستوري في محكمة المقاطعة الأمريكية. تؤكد محكمة الاستئناف للدائرة الأولى الحكم ويبقي على تنفيذه في انتظار الاستئناف. ترى قضية وندسور أن القسم 3 غير دستوري ورفضت المحكمة العليا استئناف غيل.
- ماساتشوستس ضد وزارة الصحة والخدمات البشرية في الولايات المتحدة Massachusetts v. United States Department of Health and Human Services (2009-2013). تم الحكم فيها جنبا إلى جنب مع غيل مع نفس النتيجة.
- غولينسكي ضد مكتب إدارة شؤون الموظفين Golinski v. Office of Personnel Management (2010-2013). تم العثور على القسم 3 من قانون الدفاع عن الزواج الفيدرالي غير دستوري في محكمة المقاطعة الأمريكية، التي تحدد أن التوجه الجنسي هو تصنيف شبه مشتبه فيه يتطلب من المحكمة تطبيق تدقيق وسيط، أي لتحديد ما إذا كان القسم 3 يتعلق بمصلحة حكومية مهمة. عند الاستئناف، يتم تعليق القضية في انتظار قرار المحكمة العليا الأمريكية في وندسور، الذي يحسم القضايا التي أثيرت في غولينسكي، ثم يتم رفض الاستئناف المقدم إلى المحكمة العليا الأمريكية.
- الولايات المتحدة ضد وندسور United States v. Windsor (2010-2013). تم العثور على القسم 3 من قانون الدفاع عن الزواج الاتحادي غير دستوري في محكمة المقاطعة الأمريكية. أكدت محكمة الاستئناف للدائرة الثانية هذا الحكم، وكذلك المحكمة العليا للولايات المتحدة. بدأت حكومة الولايات المتحدة في تنفيذ القرار في الأسبوع نفسه.[158]

الاقتراح 8 في كاليفورنيا
- هولنغسوورث ضد بيري Hollingsworth v. Perry (2009-2013). يعتبر الاقتراح 8 في كاليفورنيا، وهو تعديل دستوري أقره الناخبون يحظر زواج المثليين، غير دستوري في محكمة المقاطعة الأمريكية في بيري ضد شوارزنيجر. يستأنف مؤيدو الاقتراح إلى محكمة الاستئناف بالدائرة التاسعة، التي تؤيد قرار المحكمة المحلية بعدم دستورية قضية بيري ضد براون. قضت المحكمة العليا في الولايات المتحدة بأن مؤيدي الاقتراح يفتقرون إلى القدرة على الاستئناف وترك حكم محكمة المقاطعة على حاله.[159]

حقوق زواج المثليين
- كريستيانسن ضد كريستيانسن Christiansen v. Christiansen في 6 يونيو 2011، منحت محكمة وايومنغ العليا الطلاق لامرأتين تزوجتا في كندا، لكنها أكدت أن قرارها لا ينطبق «في أي سياق غير الطلاق».[160]
- بورت ضد كوان Port v. Cowan (2010-2012). يجب أن تعترف ميريلاند بزواج المثليين القانوني خارج الولاية بموجب مبدأ المجاملة.[161]
- المساواة في ولاية الحديقة ضد داو Garden State Equality v. Dow (2011-2013)، تنتهك الاتحادات المدنية في نيوجيرسي ضمانات الإجراءات القانونية الواجبة؛ إنكار زواج المثليين أمر غير دستوري في محكمة الولاية العليا. ترفض المحكمة العليا في نيوجيرسي الإبقاء على الحكم ويتخلي المدعى عليهم عن الولاية عن استئنافهم.
- غريغو ضد أوليفر Griego v. Oliver ، 316 P.3d 865 (NM 2013). قضت المحكمة العليا في نيو مكسيكو بأن دستور الولاية يتطلب تمديد حقوق الزواج لتشمل الأزواج المثليين.
- كيتشن ضد هربرت Kitchen v. Herbert (يوتا). U.S. district court, 961 F. Supp. 2d 1181 (2013)، تحكم بأن حظر الولاية على زواج المثليين غير دستوري. أيدت محكمة الاستئناف بالدائرة العاشرة هذا الحكم الذي تم تأييده في 25 يونيو 2014. دعمت جميع الأطراف المراجعة من قبل المحكمة العليا للولابات المتحدة، ونفت تلك المحكمة المراجعة في 6 أكتوبر.[162]
- وايتوود ضد وولف Whitewood v. Wolf (بنسلفانيا). في 20 أيار/مايو 2014، قضى القاضي بأن حظر زواج المثليين في بنسلفانيا غير دستوري.[163]
- غيغر ضد كيتزهابر Geiger v. Kitzhaber ورامل ضد كيتزهابر Rummell v. Kitzhaber (ولاية أوريغون). في 19 مايو 2014، أعلن قاضي المحكمة الجزئية مايكل جيه ماكشان أن حظر زواج المثليين في أوريغون غير دستوري.[164]
- بوستيتش ضد شايفر Bostic v. Schaefer (فرجينيا). محكمة الدائرة الرابعة في 28 يوليو 2014، في قرار 2-1 يؤكد حكم محكمة محلية حكمت بأن إنكار ولاية فرجينيا لحقوق الزواج للأزواج المثليين غير دستوري.[165] رفضت المحكمة العليا المراجعة في 6 أكتوبر.[162]
- باسكن ضد بوغان Baskin v. Bogan (إنديانا) ووولف ضد ووكر Wolf v. Walker (ويسكونسن). قامت محكمة الدائرة السابعة بتوحيد هذه القضايا، وفي 4 سبتمبر 2014، أيدت حكمين صادرين عن محكمة المقاطعة قضيا بعدم دستورية حظر زواج المثليين في إنديانا وويسكونسن.[166] رفضت المحكمة العليا للولايات المتحدة المراجعة في 6 أكتوبر.[162]
- بيشوب ضد سميث Bishop v. Smith (أوكلاهوما). في 18 يوليو 2014، أيدت محكمة الدائرة العاشرة حكم محكمة المقاطعة بأن حظر أوكلاهوما على زواج المثليين غير دستوري.[167] رفضت المحكمة العليا للولايات المتحدة المراجعة في 6 أكتوبر.[162]
- بارير ضد فاستيرلينغ Barrier v. Vasterling (ميزوري). حكمت محكمة دائرة الولاية في 3 أكتوبر 2014، أن رفض ميزوري الاعتراف بزواج المثليين من ولايات قضائية أخرى ينتهك حق الأزواج المثليين المدعين في الحماية المتساوية بموجب كل من دستور الولاية والدستور الفيدرالي.[168]
- كاسبار ضد سنايدر Caspar v. Snyder (ميشيغان). في 15 يناير 2015، قضت المحكمة الدائرية الأمريكية بأنه يجب على الولاية الاعتراف بصلاحية «حالات زواج النافذة» الذي تم تأسيسه في 21 و 22 مارس 2014، قبل أن تستأنف محكمة الاستئناف بالدائرة السادسة حكم محكمة مقاطعة في قضية ديبوير ضد سنايدر والتي حكمت أن حظر ميشيغان على زواج المثليين غير دستوري، على الرغم من أن ديبوير تم عكسها لاحقًا.[169] اختارت الولاية عدم الاستئناف.[170]
- أوبرغيفل ضد هودجز Obergefell v. Hodges (2013-2015) قضت بها المحكمة العليا للولايات المتحدة والتي خلصت إلى أن حظر الولايات لزواج المثليين غير دستوري بموجب التعديل الرابع عشر . (أسقطت حكم بايكر ضد نيلسون)

## الرأي العام

الرأي العام حول زواج المثليين في الولايات المتحدة الأمريكية حسب الولاية/ المقاطعة/ الإقليم في هام 2022:
الغالبية تؤيد زواج المثليين - 80 إلى 85%
الغالبية تؤيد زواج المثليين - 70 إلى 79%
الغالبية تؤيد زواج المثليين - 60 إلى 69%
الغالبية تؤيد زواج المثليين - 50 إلى 59%
التعددية تدعم زواج المثليين - 49%

تحول الرأي العام حول زواج المثليين في الولايات المتحدة بسرعة منذ أن بدأ استفتاء الشعب الأمريكي بشأن القضية لأول مرة على أساس غير منتظم في الثمانينيات وعلى أساس منتظم في التسعينيات، مع ارتفاع الدعم باستمرار بينما انخفضت المعارضة باستمرار. ارتفع الدعم الوطني فوق 50% لأول مرة في عام 2011 ولم ينخفض عن هذا المستوى منذ ذلك الحين. ارتفع الدعم الوطني إلى 60% لأول مرة في عام 2015 ولم ينخفض عن هذا المستوى منذ ذلك الحين. يستمر الدعم في الارتفاع بينما تستمر المعارضة في الانخفاض كل عام، ويعزى ذلك إلى حد كبير إلى وجود فجوة كبيرة بين الأجيال في الدعم.
من عام 1988 إلى عام 2009، ازداد الدعم للزواج من نفس الجنس بين 1% و 1.5% في السنة، وتسارع بعد ذلك.
في عام 2016، كان 83% من الأمريكيين الذين تتراوح أعمارهم بين 18 و 29 عامًا يدعمون زواج المثليين.
في عام 2017، كان هناك دعم الأغلبية لزواج المثليين في 44 ولاية، ودعم التعددية في 4 ولايات، ومعارضة التعددية في ولاية واحدة، ومعارضة الأغلبية في ولاية واحدة.
في عام 2018، قال 60% من الأمريكيين إنهم لن يمانعوا إذا تزوج طفلهم بشخص من نفس الجنس.
وجد استطلاع للرأي أجرته مؤسسة غالوب في مايو 2018 أن 67% من الأمريكيين يؤيدون زواج المثليين، و 31% يعارضون، و 2% ليس لديهم رأي.